# Histoire de la laïcité en France

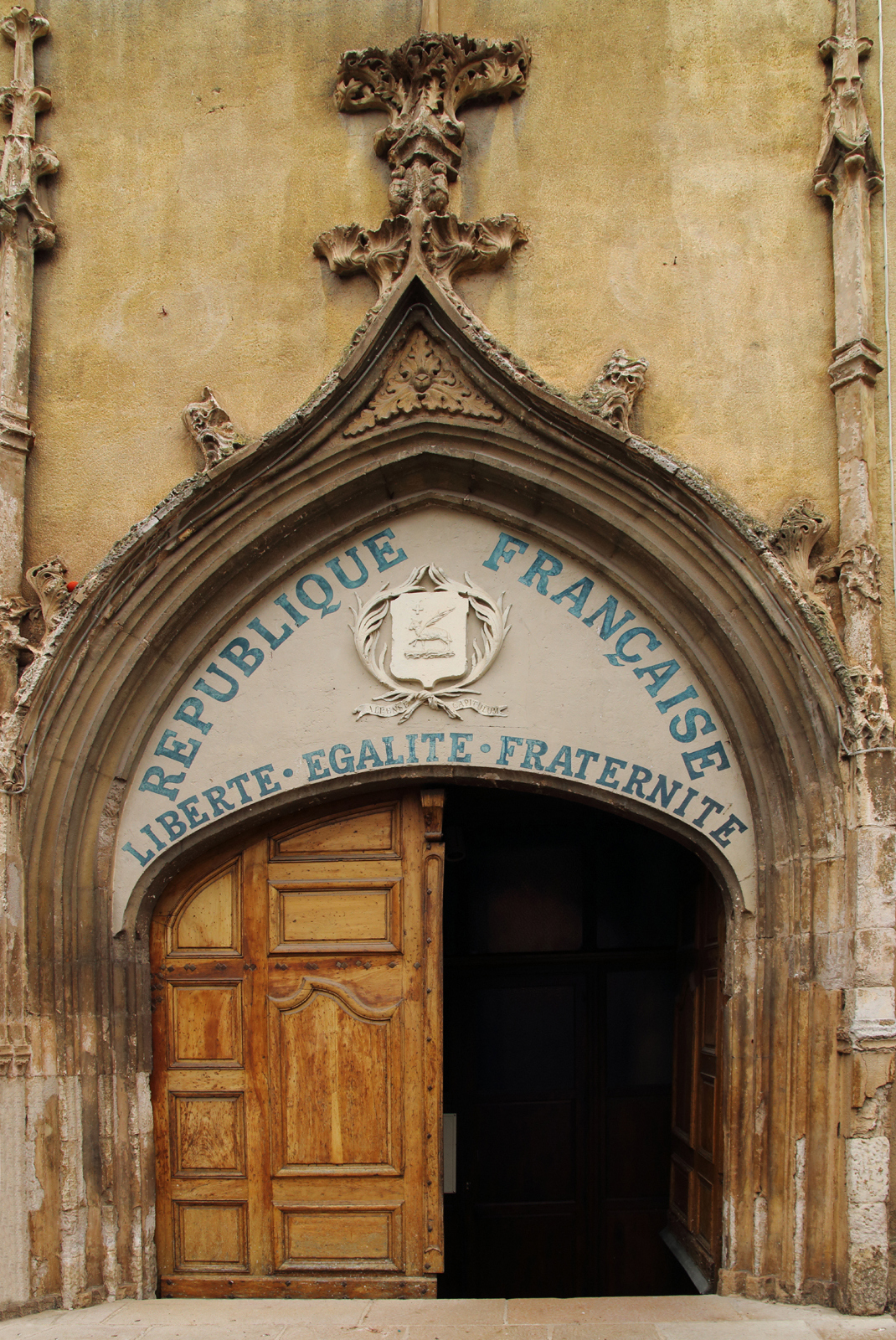
La devise de la République française apposée en 1905 sur le tympan d’une église à Aups.

Cet article concerne les prémices de la laïcité en France. Pour ses applications contemporaines, voir Laïcité en France.
L'histoire de la laïcité en France est la naissance et le développement de ce principe jusqu'à l'époque contemporaine.
La laïcité a pris corps pour la première fois en France pendant la Révolution française : l’abolition de l’Ancien Régime en août 1789 s’est accompagnée de la fin des privilèges ecclésiastiques, de la réaffirmation de principes universels, dont la liberté de conscience, et de la limitation des libertés religieuses exprimée par la Déclaration des droits de l’homme.
Au xixe siècle, les lois de sécularisation ont progressivement affranchi l’État de ses liens historiques avec l’Église catholique et créé de nouvelles normes politiques et sociales bâties sur le principe de l’universalisme républicain. Ce processus, qui prenait place dans un mouvement plus large lié à la modernité, a confié au seul peuple souverain la redéfinition des fondements politiques et sociaux, en l'occurrence le pouvoir législatif, les rites de la vie civile, l’évolution du droit et de la morale, etc., indépendamment de tout dogme religieux.
Pour soutenir ce principe et diminuer la résistance qu'y opposent les catholiques, la Troisième République a nationalisé les activités d'enseignement et de santé dont l'État ne s'occupait pas auparavant. Cela a bouleversé l’organisation des hôpitaux et du système scolaire. Pour ce dernier, les lois Jules Ferry ont rendu laïque l’enseignement qui était public et obligatoire depuis 1833. Cette époque a été marquée par une guerre de l'enseignement entre la République et l’Église. La République expulse hors de France les jésuites, puis en 1903 toutes les autres congrégations enseignantes. Elle interdit en 1904 aux religieux d'enseigner, interdiction qui ne sera levée qu'en 1940 par le régime de Vichy. Adoptée en 1905, la loi de séparation des Églises et de l'État, qui a marqué l’aboutissement d’une laïcisation affirmée, nationalise une deuxième fois les biens de l’Église, et interdit à l’État de subventionner tout culte.
Depuis le code civil de Bonaparte qui définit pour la première fois le divorce, l’État a légiféré et utilisé la laïcité en concevant seul de nouvelles règles de droit qui concernent la famille et l’individu. Avec la Constitution française de 1958, la laïcité fonde désormais le pacte républicain et garantit l’uniformité nationale.
Aux termes de la déclaration de 1789, qui fait partie du bloc de constitutionnalité actuel, la liberté religieuse est limitée par l'ordre public défini par la loi. Les mouvements qui ne respectent pas cet ordre public sont généralement appelés sectes. De tels mouvements peuvent être interdits dans leur ensemble par la loi About-Picard. Malgré cette loi, il n'y a pas consensus sur les critères juridiques permettant de condamner un mouvement dans son ensemble, au delà des crimes ou délits commis individuellement par leurs membres.

## Les origines de la laïcité

### Définitions
Pour l'historien René Rémond, il faut se garder d'affirmer péremptoirement que l'idée de séparation entre les pouvoirs temporel et spirituel était présente dans le verset évangélique : « Rendez à César ce qui est à César, et à Dieu ce qui est à Dieu » (Luc 20:25). On fait peut-être dire plus aujourd'hui à cet extrait d'évangile sur la distinction entre César et Dieu que ce qui était dans l'esprit de Jésus, ou dans la façon dont le rédacteur a voulu transmettre son message.
Pour le théologien Henri Madelin, la laïcité trouve son origine dans les textes fondateurs de la religion chrétienne ; elle aurait été inventée à l’époque des guerres de Religion « pour calmer le jeu religieux dans les sociétés occidentales » : « Il faut se réjouir d’avoir des religions qui ont des principes interprétatifs, qui ont inventé un modèle où il y a un rapport entre César et Dieu, entre la politique et la religion ».
Selon le philosophe Henri Peña-Ruiz : « César est une figure de la domination politique, Marianne est une figure du peuple émancipé, de la République se donnant à elle-même sa propre loi ». À son sens, la laïcité ne peut se réduire à la « séparation abstraite » du temporel et du spirituel. Si elle soustrait, à partir de la Révolution, la société et ses institutions à toute tutelle cléricale, c’est après avoir affirmé pendant le siècle des Lumières des valeurs universelles (liberté de conscience, égalité citoyenne, loi commune) qui s’enracinent « dans le legs de toute une culture de la pensée critique » et dans « la volonté d’une pensée autonome, chère aux philosophes » de l’Antiquité.
Pour le professeur de droit public Jean-Michel Ducomte, la laïcité, loin de trouver sa source dans la religion, « est d’abord et essentiellement une démarche d’affranchissement par rapport aux prétentions des Églises à fonder l’ordre social et politique ».
L’historien Georges Weill distingue quatre courants ayant contribué à la conception laïque de l’État : « les catholiques héritiers de la tradition gallicane de la monarchie d’Ancien Régime ; les protestants libéraux ; les déistes de toutes les sensibilités ; enfin, les libres-penseurs et les athées ».
Les développements ci-dessous reprennent les fondements historiques sur lesquels s'appuient ces thèses, sans pour autant les opposer entre elles.

### Les fondements médiévaux de la laïcité
Les fondements de la laïcité, c'est-à-dire les bases historiques ayant permis plus tard l'émergence de la laïcité, sont par bien des points issus en premier lieu du sein même de l'Église. Ainsi, la querelle des investitures opposant au XIe siècle le pape Grégoire VII à l'empereur germanique, et où le pape cherche à définir son indépendance et celle de l'Église à côté des pouvoirs politiques, est un point fondamental : par cet épisode est entériné le fait que pouvoirs spirituels et politiques peuvent, et éventuellement doivent, être séparés.
La redécouverte de la philosophie aristotélicienne au XIIIe siècle, en contribuant à l'édification d'une pensée politique construite sur les bases de l'ordre naturel et de la raison, est également un des fondements intellectuels lointains ayant permis, plus tard et progressivement, l'émergence d'une pensée laïque et d'une mise en application politique de cette pensée.

### Le gallicanisme et la distinction des pouvoirs

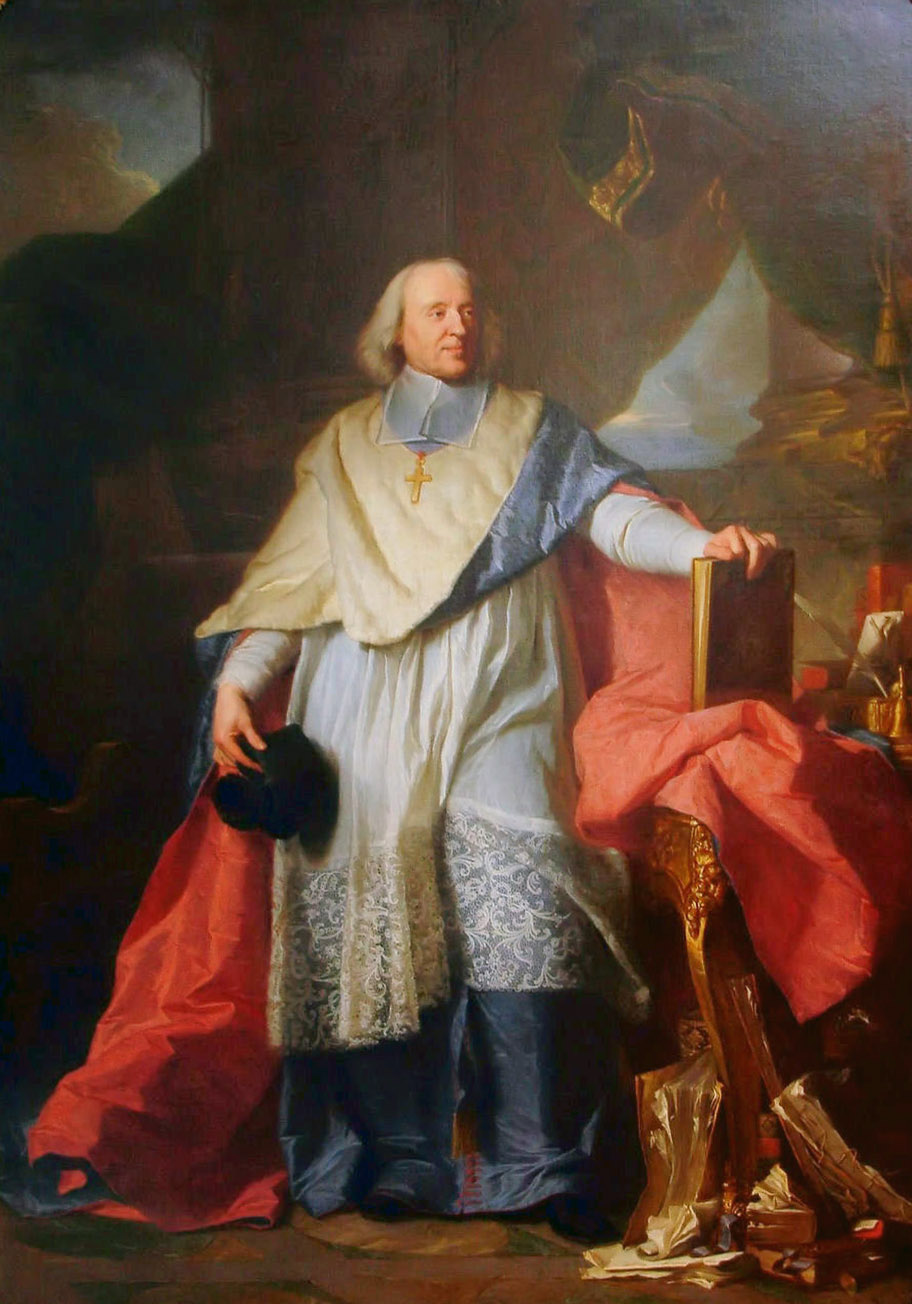
Bossuet, auteur principal de la Déclaration des Quatre articles, portrait par Hyacinthe Rigaud.

Le gallicanisme (emprunt au latin médiéval gallicanus : « français ») est une doctrine religieuse et politique spécifiquement française, qui cherche à limiter les interventions du pape dans la gestion des affaires de l’Église catholique. Son origine peut se lire dans la réaction du roi Philippe le Bel aux ambitions théocratiques du pape Boniface VIII.
Entre le xve et le xvie siècles, le gallicanisme est formalisé en un ensemble de textes (notamment la Pragmatique Sanction de Bourges) qui affirment sur les plans théologique et juridique la dépendance de l’Église française à l’État et la supériorité du pouvoir royal face à la papauté. Il est tempéré toutefois en 1516 par le Concordat de Bologne, passé entre le roi François Ier et le pape Léon X, qui permet la mainmise royale généralisée sur les nominations épiscopales et abbatiales, à l’origine du système de la commende.
Le gallicanisme trouve son expression dans la Déclaration des Quatre articles rédigée par Bossuet à l’initiative de Louis XIV, lors de l’assemblée du clergé de 1682. Le pouvoir du pape y est déclaré purement spirituel ; les monarques ne peuvent lui être soumis. Les jugements du pape sur les questions de foi doivent être validés par l’Église catholique romaine en France et ne peuvent être contraires aux coutumes du royaume. Le pape, voulant éviter une rupture similaire à celle qu’avait provoquée Henri VIII en Angleterre, à l’origine de l’anglicanisme, est contraint d’accepter cette situation.
Toutefois, Louis XIV se trouve rapidement pris au piège lorsque le gallicanisme et le jansénisme sont trop étroitement liés : le gallicanisme français a en effet un aspect conciliariste qui lui fait déclarer que l'autorité du pape est soumise à l'autorité de l'Église réunie en concile. Cette position est proche du richérisme. Les jansénistes - combattus vigoureusement par Louis XIV - infléchissent nettement le gallicanisme dans ce sens richériste. Cela devient rapidement une menace pour le roi, qui ne peut que craindre que cette demande conciliariste exprimée sur le plan religieux ne débouche sur le même type de demande politique : que les états généraux se proclament supérieurs à l'autorité monarchique, notamment. Il ne met donc pas véritablement en place ce gallicanisme et préfère s'allier au pape pour combattre le jansénisme.

### L’édit de Nantes et la liberté de culte

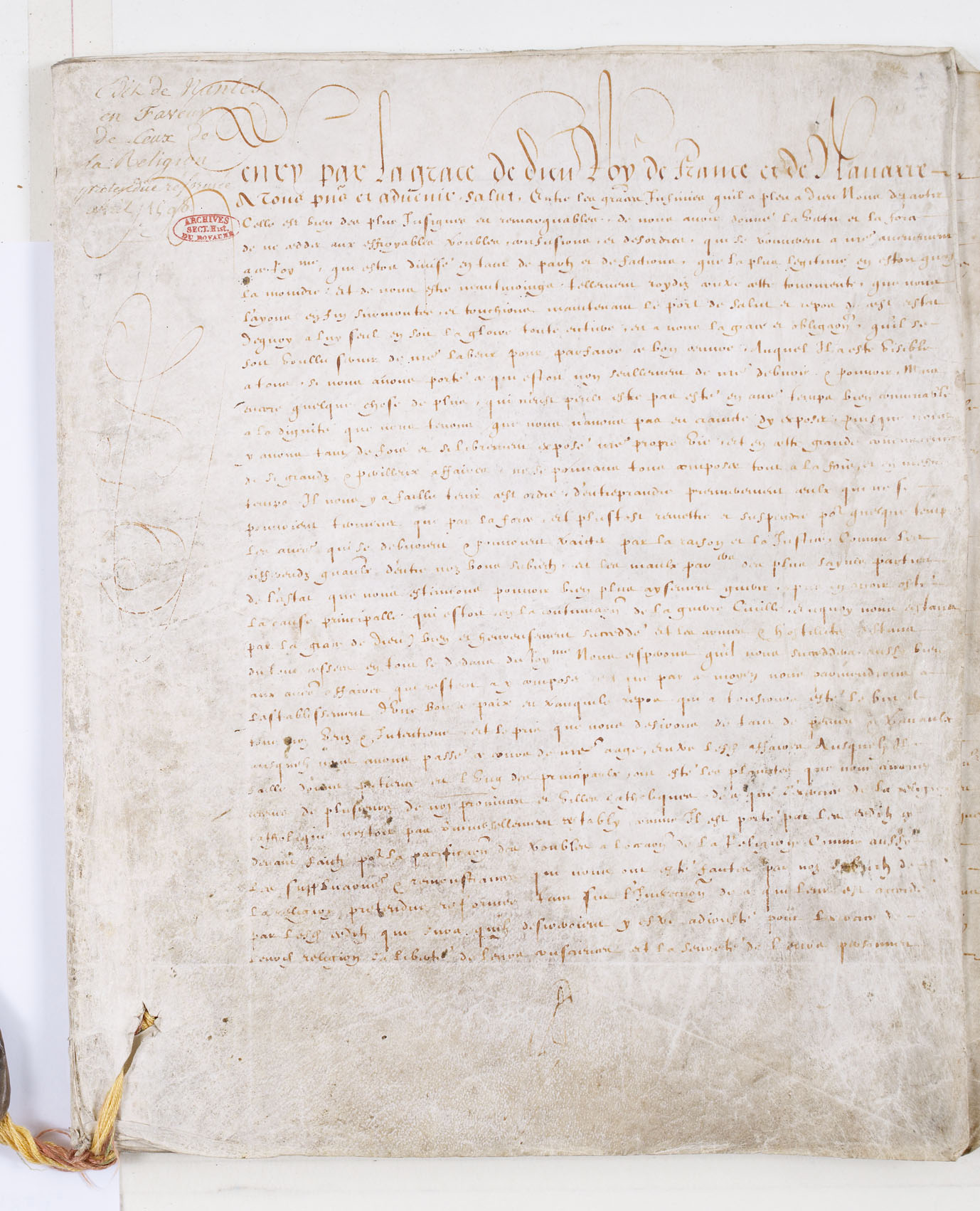
L’édit de Nantes, 1598

En 1598, l’édit de Nantes marque également une étape importante vers le renforcement du pouvoir royal absolutiste en France. Dans une mesure toute relative (les Juifs n’étant pas concernés par le document), il garantit la liberté de conscience religieuse partout dans le royaume, accordant aux protestants la liberté de culte dans les lieux où ils étaient installé avant 1597. Selon Pierre Joxe l’édit de Nantes marque un tournant dans l’histoire des mentalités : sa signature opère une distinction entre le sujet politique, qui doit obéir à la loi du roi dans la sphère publique, et le croyant, libre de ses choix religieux, dorénavant cantonnés à la sphère privée. Toutefois, l'édit de Nantes réaffirme que la seule religion reste le catholicisme.
La légitimité de la monarchie absolue reposait cependant sur le droit divin (matérialisé par le sacre du roi avec l’huile de la sainte ampoule) ; elle ne pouvait donc se passer de l’Église catholique. Entre 1660 et 1685, le royaume entreprend une politique de conversion des protestants au catholicisme, pouvant aller jusqu’à la persécution (dragonnades). Après l’avoir vidé de son contenu, Louis XIV révoque l’édit de Nantes en signant l’édit de Fontainebleau en 1685.

### Le siècle des Lumières
Bien que le terme lui-même soit plus récent, l’idée philosophique et politique de laïcité apparaît en Angleterre à la fin du XVIIe siècle avec la notion "d'indulgence" du roi Jacques II, qui est une liberté de conscience universelle.
Cette idée est restreinte par la Glorieuse Révolution de 1688, basée sur la notion de "toleration" de John Locke, qui ne concerne que les protestants et exclut catholicisme, judaïsme, … C'est ce qui inspire en particulier la Déclaration des droits de 1689 et l'Acte d'Établissement de 1701.
Le texte fondateur de l'idée de laïcité est ainsi l'Essay on toleration de John Locke, qui considère que l'acceptabilité d'une idée religieuse se mesure au fait qu'elle respecte l'ordre public défini par la loi civile. C'est ce principe qui se retrouvera dans la déclaration des droits de 1689, et également celle de 1789 qui stipule que "nul ne doit être inquiété pour ses opinions, même religieuses, pourvu que leur manifestation ne trouble pas l'ordre public établi par la Loi".

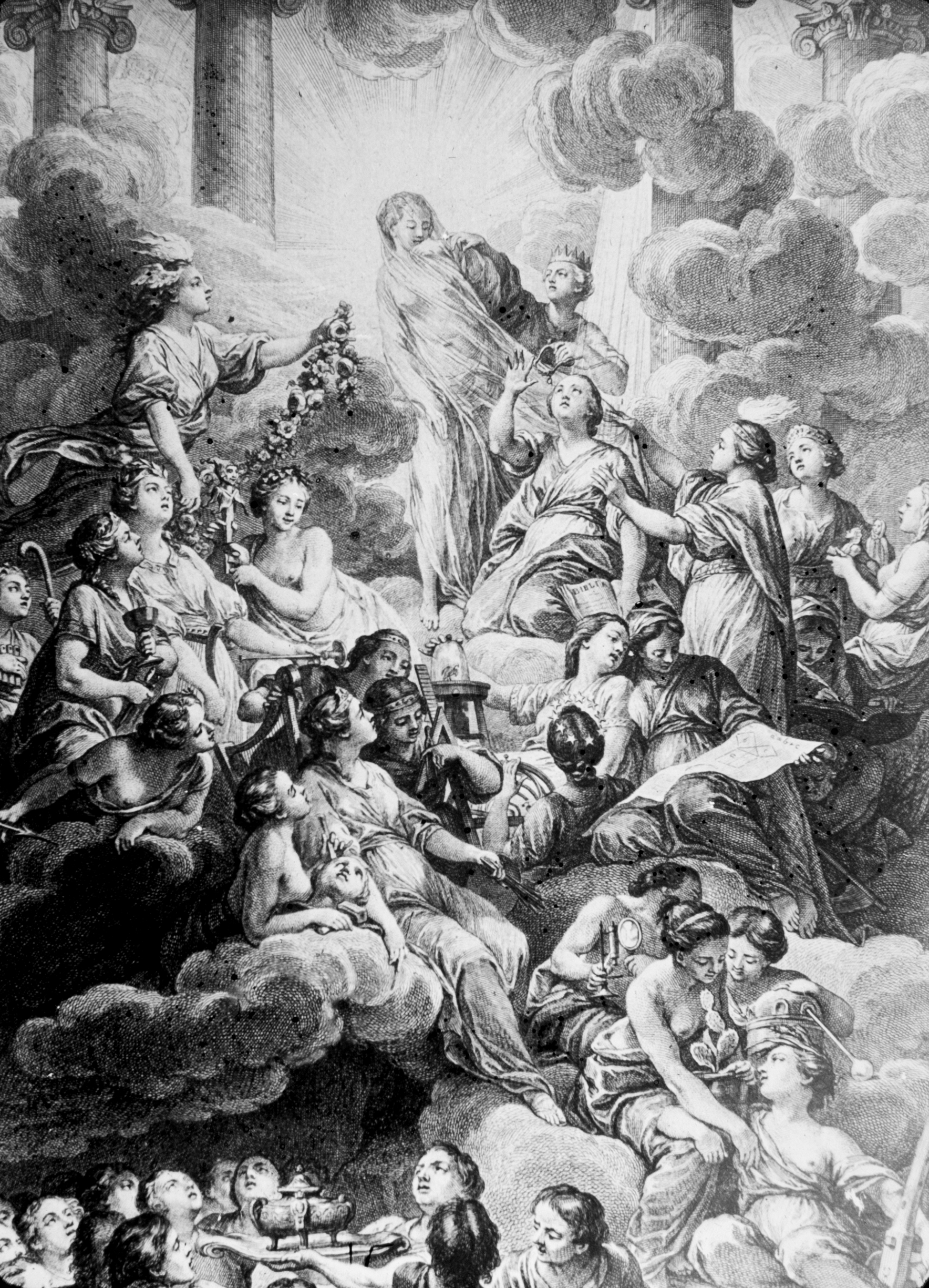
Frontispice de l’Encyclopédie de Diderot et d’Alembert : la Vérité rayonne de lumière, et, à droite, la Raison et la Philosophie lui arrachent son voile. Gravure de Prévost d'après Cochin, 1772.

Cette idée anglaise est reprise par la Philosophie des Lumières. Celle-ci va initier l’idée de placer la loi civile au-dessus des lois divines, développer la coexistence de toutes les religions qui acceptent ce principe, le combat contre toutes les autres, et émettre le vœu d’opérer une distinction formelle entre les doctrines des religions et celle de l’État.
Il s’agit à l’époque de contrecarrer le pouvoir de l’Église catholique, et de promouvoir l'action du souverain dans le domaine législatif. L’ébranlement de la base religieuse de la légitimité législative rend alors possible l’instauration de régimes républicains ou démocratiques dans lesquels la loi est la seule expression de la volonté de l’État politique. La remise en cause de l’autorité morale catholique entraîne la possibilité d'un changement de moeurs, notamment sur le plan financier (autorisation du prêt à intérêt, des assurances maritimes), familial (divorce, pratiqué jusque là uniquement par les protestants), sexuel (libertinage), ainsi que l'autorisation de l'esclavage.
Les conceptions gallicanes se développent ainsi depuis le début du XVIIIe siècle, avec notamment les juristes Pontchartrain et Pothier, affirmant la juridiction de l'État (et non de l'Église) sur le contrat de mariage.
Voltaire, admirateur de Locke et Newton, qui a contribué également à la Glorieuse révolution, écrit à l’occasion du procès de Jean Calas son Traité sur la tolérance (1763) ; il y soutient la thèse que l’ordre politique peut se passer des contraintes religieuses, tout comme Montesquieu dans De l’esprit des lois.
Jean-Jacques Rousseau, dans Du contrat social (1762), expose l’idée de la souveraineté populaire et la notion d’intérêt général, au bénéfice duquel chacun doit consentir à l’abandon d'une part de ses « droits naturels » — cette confrontation entre l'égalité citoyenne et la liberté individuelle « exprime la tension entre le citoyen et la personne, entre l'espace public et l'espace privé ».
Denis Diderot, dans La Religieuse (1796), insulte les ordres religieux catholiques, auxquels se sont toujours opposés les protestants.
Condorcet, dans Réflexions sur l’esclavage des nègres (1781), défend l’émancipation des juifs, développant le principe universel des droits humains.
En 1766, le chevalier de La Barre est condamné à subir la torture ordinaire et extraordinaire, à avoir le poing et la langue coupés, à être décapité et brûlé avec l’exemplaire du Dictionnaire philosophique de Voltaire trouvé à son domicile. Son crime (supposé) est d’avoir chanté des chansons libertines irrespectueuses à l’égard de la religion, d’être passé devant une procession sans ôter son couvre-chef et de ne s’être pas agenouillé au passage de celle-ci. Voltaire et Victor Hugo, entre autres, feront du chevalier de La Barre un héros légendaire de la laïcité.
Mais il n'y a en général en France au XVIIIe siècle aucune discrimination formelle contre les protestants. On peut en prendre la mesure par le fait que deux des plus influents ministres des finances du siècle, John Law et Jacques Necker, étaient calvinistes. Ainsi, l'encyclique de 1713 contre les jansénistes n'est même pas enregistrée par le Parlement de Paris, pas plus que celle de 1738 contre la franc-maçonnerie. Par contre, le Parlement de Paris décide l'expulsion hors de France de la compagnie catholique de Jésus en 1763.
À l'instigation de Louis XVI, Malesherbes publie en 1785 son Mémoire sur le mariage des protestants, puis fait adopter en 1787 l'Édit de Tolérance qui organise l’état civil des non-catholiques, initiant ainsi un début de prise en compte légale de la pluralité des mœurs issues des diverses confessions. Jusque là, l'état-civil était tenu par les registres paroissiaux. Mais cela posait problème aux protestants, qui ne disposaient pas par principe d'une institution apte à le gérer.
C'est pour cela que deux des dernières lois de l'Assemblée législative le 20 septembre 1792 seront la création d'un état-civil laïc et l'autorisation du divorce. C'est Bonaparte, alors premier consul, qui en fait fixer les causes acceptables pour l'état dans le code civil, ce qui constitue la première création de l'Etat en matière de mœurs sans justification religieuse. Le divorce constitue le premier acte par lequel l'état français s'affirme source de morale.

## L’émergence de la laïcité

### La fin de la royauté de droit divin
La Révolution française instaure progressivement les principes de la laïcité : séparation de l’État et des cultes, sécularisation, égalité des cultes, liberté de conscience, etc. Ces principes seront partiellement annulés avec le concordat.

#### Déclaration des droits de l’homme et du citoyen de 1789

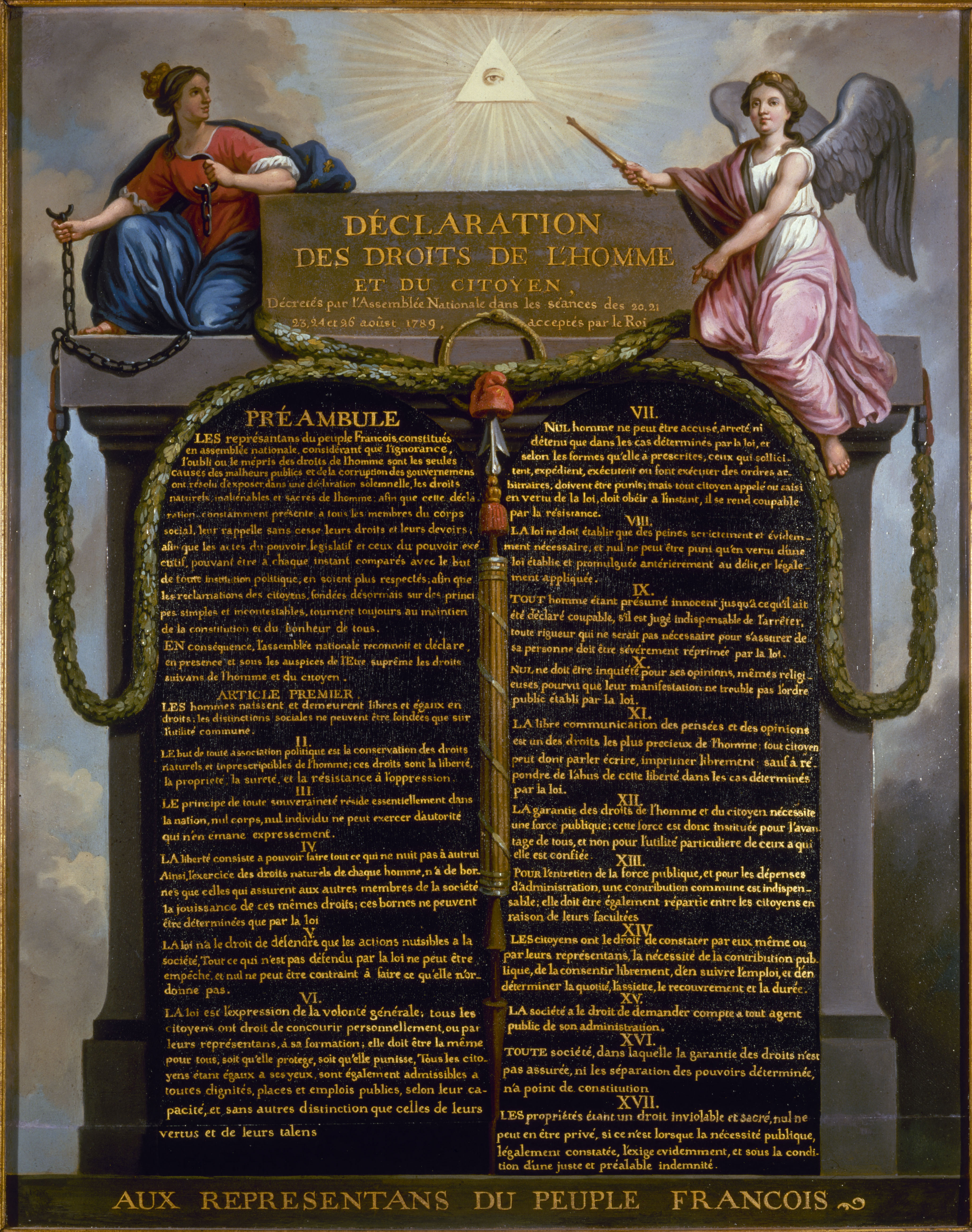
La Déclaration des Droits de l’Homme et du Citoyen de 1789

Lors de la formation de l’Assemblée constituante, point de départ de la Révolution française, le clergé est allié au tiers état et vote avec lui la Déclaration des droits de l’homme et du citoyen du 26 août 1789. Celle-ci dispose dans son article X que :

« Nul ne peut être inquiété pour ses opinions, même religieuses, pourvu que leur manifestation ne trouble pas l’ordre public établi par la loi. »

Cet article affirme donc à la fois un droit : la liberté d'expression de ses opinions religieuses, et un devoir : le respect de la loi.
Le 2 novembre, Talleyrand, évêque d’Autun, propose d’utiliser les biens du clergé pour éponger les dettes de la nation. Cette décision est également votée par les représentants du clergé.

#### Constitution civile du clergé
La Révolution française tente alors d’imposer la tutelle de l’État à l’Église par la Constitution civile du clergé. Cette constitution est proclamée le 12 juillet 1790. Auparavant, l'Assemblée a déjà commencé à intervenir au sein de l'Église de France : les biens du clergé sont confisqués et les religieux « invités » à quitter leurs couvents. Le patrimoine religieux passe sous la propriété de l'État, à charge pour celui-ci d'assurer l'entretien du clergé et des lieux de culte. Si le besoin d'argent est la raison conjoncturelle de cette disposition, qui permet ainsi de vendre la plupart des monastères comme « biens nationaux » et de récupérer de l'argent, la volonté de mettre l'Église sous tutelle de l'État est bien réelle. Les vœux monastiques sont interdits car considérés comme contraires aux droits de l'homme, et les congrégations sont supprimées le 13 février 1790.
| |  |  |
| Estampes opposant le « prêtre patriote prêtant de bonne foi le serment civique » au « prêtre aristocrate » fuyant le même serment (1790). |  |  |

La Constitution civile du clergé a pour but d'organiser la supériorité de la loi sur la morale religieuse. Tout en reconnaissant l'existence de la religion dans la vie de la Cité, l'Assemblée veut la supprimer comme source de morale publique, et la remplacer par l'ordre politique. Cette démarche sacralise le pouvoir législatif de l'état, qui se trouve placé au-dessus des "lois divines". L'Église de France remodelée par la Constitution civile du clergé voit son gallicanisme s'accentuer, et est bouleversée dans son organisation temporelle : les diocèses sont remaniés selon le découpage départemental, les évêques sont élus, les curés également. La hiérarchie est calquée sur le fonctionnement politique et l'autorité temporelle du pape est très nettement affaiblie.
Face aux critiques de la Constitution civile du clergé par de nombreux évêques, et malgré le soutien d'une partie du clergé, l'Assemblée demande à tous les membres du clergé catholique de prêter un serment de fidélité à cette constitution à partir du 4 janvier 1791. Progressivement, les réfractaires sont réprimés, au nom du « respect de l'ordre public établi par la loi ».
Le pape Pie VI condamne les principes de la Révolution française en mars 1791. Il s'oppose nettement à la constitution civile du clergé et à la révocation unilatérale du Concordat de Bologne par l'Assemblée constituante. Les droits de l’homme font également l’objet d’une critique en règle, étant « contraires à la religion et à la société ».
La Constitution de 1791, qui ne sera pas appliquée, si elle garantit la liberté de culte, continue encore de financer les prêtres catholiques , en contrepartie de la confiscation des biens du clergé, en plus d'offrir un monopole du culte public au catholicisme. Cette Constitution traduit de fait un état d'esprit singulier et ambivalent de la part des révolutionnaires au moment de sa mise en place. En effet, si ces derniers ont abolit le statut de religion d'Etat accordé au catholicisme en avril 1790 auparavant, ils souhaitent dans un premier temps garder un lien privilégié entre l'Etat et l'Eglise catholique. Cette constitution « ne considère le mariage que comme un contrat civil » (titre II, art. 7).
En septembre 1791, un projet de décret veut organiser des fêtes civiles, dont celle de la Fédération le 14 juillet.
Cette manifestation, qui commémore le 14 juillet 1789, se veut la fête de la réconciliation et de l’unité de tous les Français.
Le texte prévoit que toute cérémonie chrétienne est exclue de l’ensemble de ces festivités au motif que : « la sévère majesté de la religion chrétienne » ne lui permet pas de se mêler à ces manifestations profanes et à « leurs bruyants transports » (article 7).
Dès 1792, le clergé réfractaire est traité en suspect et soumis à une surveillance particulière, voire emprisonné en cas de désobéissance. Puis, avec la Terreur, l’Église constitutionnelle fait elle aussi l’objet d’une sévère répression.

#### Premiers textes et aménagements laïques

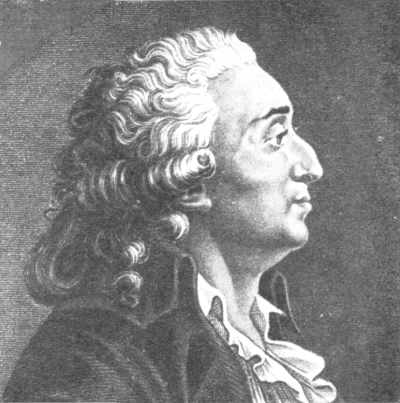
Condorcet — 1793

En 1792, Condorcet présente à la Convention un plan d’organisation de l’instruction publique basé sur les principes de la laïcité. Cette "instruction publique" désigne une nouvelle fonction de l'état à créer, puisqu'il ne s'occupe alors pas d'enseignement. Ce plan ne sera jamais appliqué. Son Rapport sur l’instruction publique postule comme élément fondamental de l’éducation « la libération de l’esprit ». Il tient ainsi à bannir de l’école toute doctrine politique, toute autorité religieuse et tout dogme intellectuel ou pédagogique :

« La Constitution, en reconnaissant le droit à chaque individu de choisir son culte, en établissant une entière égalité entre tous les habitants de France, ne permet pas d’admettre dans l’instruction publique un enseignement qui donnerait à des dogmes particuliers un avantage contraire à la liberté des opinions. »

Par la loi du 20 septembre 1792, l’état civil est confié aux mairies, et on interdit aux prêtres d'enregistrer les baptêmes et les décès (ce qui provoque des résistances) ; l'enregistrement des naissances, mariages et décès était déjà possible auprès de l'officier de police locale (fonction de facto souvent exercée par le curé du lieu) pour tenir compte des Protestants qui ne disposent pas de registres paroissiaux. L'enregistrement du divorce est autorisé, l'acte lui-même étant laissé à la discrétion des confessions. La laïcisation s’étend au mariage, au calendrier, à l’enseignement et à l’assistance publique. A l'issue de la Révolution française, le mariage religieux est ainsi déconnecté du mariage civil (qui n'est pas obligatoire), et n'a pas d'effets civils. Le rôle de l'officier d'état civil se limite à un simple enregistrement de la déclaration des mariés.

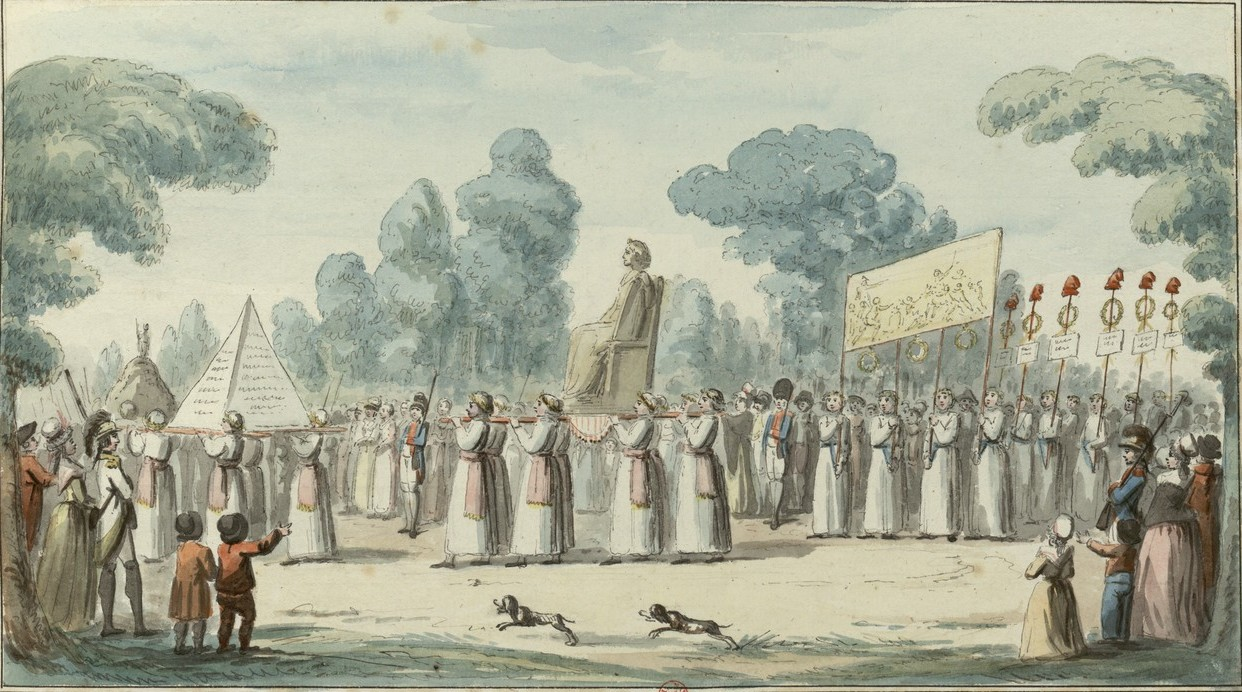
Procession de la déesse Raison, 10 novembre 1793.

Bien qu’incitant à la déchristianisation par l'action de certains représentants en mission, la Révolution reste étrangère à la notion de laïcité et souhaite conserver l'idée d'appuyer l'unité du pays sur une religion nationale. C'est en ce sens qu'il faut comprendre les tentatives de cultes révolutionnaires.
Le culte de la Raison proposé par Jacques-René Hébert préfigure la Religion de l'humanité d'Auguste Comte, et représente la tendance non déiste des Lumières. Le culte de l'Être suprême proposé par Robespierre représente la tendance déiste. Robespierre proclame l’immortalité de l’âme par ces mots : « L’idée de l’Être suprême et de l’immortalité de l’âme est un rappel continuel à la justice ; elle est donc sociale et républicaine. »
Aucune de ces deux nouvelles religions n'a beaucoup de succès populaire. Mais les attaques contre la religion catholique ne sont pas acceptés partout et dans l’ouest de la France, la répression contre les curés réfractaires, la conscription obligatoire pour les armées de la République et l’exécution du roi le 21 janvier 1793 entraînent le soulèvement des catholiques. C’est la révolte des chouans et le début de la Guerre de Vendée qui dure jusqu'en 1796.
La République supprime le budget de l'Église constitutionnelle par le décret du 2 sansculottides an II (18 septembre 1794) et affirme la séparation complète des cultes et de l’État par la loi du 2 pluviôse an III (21 janvier 1795) :

« La République ne salarie aucun culte, ne fournit aucun local. La loi ne reconnaît aucun ministre. Interdiction de tout exercice hors de l’enceinte consacrée. »

Le 3 ventôse de l’an III (21 février 1795), la liberté de culte est établie par décret :

« L’exercice d’aucun culte ne peut être troublé. […] La République n’en salarie aucun. […] Quiconque troublerait par violence les cérémonies d’un culte quelconque, ou en outragerait les objets, sera puni. »

Ce décret permet la réouverture des églises — dont certaines ont été transformées en temples de la Raison, voire en entrepôts — signant ainsi la fin de la répression de l’expression religieuse. La liberté de l'expression de l'ensemble des religions est garantie. Le texte apporte toutefois de sévères restrictions à la liberté de culte, interdisant de « paraître en public avec les habits, ornements ou costumes affectés à des cérémonies religieuses », et disposant même qu'"aucun signe particulier à un culte ne peut être placé dans un lieu public […], [qu'] aucune inscription ne eut désigner le lieu qui lui est affecté [et qu'] aucune proclamation ni convocation publique ne peut être faite pour y inviter les citoyens". Boissy d’Anglas, promoteur du décret, accompagnera la promulgation de celui-ci par un discours sur la liberté des cultes devant la Convention nationale :

« Citoyens, le culte a été banni du gouvernement, il n’y rentrera plus. Vos maximes doivent être à son égard celles d’une tolérance éclairée, mais d’une indépendance parfaite. […]
Les pratiques religieuses peuvent s’exercer aussi ; elles ne sont pas des délits envers la société. L’empire de l’opinion est assez vaste pour que chacun puisse y habiter en paix. […]
Les cultes, quels qu’ils soient, n’auront de vous aucune préférence. »

Certains termes du décret du 3 ventôse seront d’ailleurs repris dans l’article no 354 de la Constitution de l’an III, proclamée par la Convention thermidorienne le 5 fructidor an III (22 août 1795) :

« Nul ne peut être empêché d’exercer, en se conformant aux lois, le culte qu’il a choisi. Nul ne peut être forcé de contribuer aux dépenses d’un culte. La République n’en salarie aucun. »

En 1795, la loi Daunou fixe un calendrier de fêtes laïques, parmi lesquelles la fête de la République, la fête de la jeunesse, ou la fête des époux. Les deux Églises, la réfractaire et la constitutionnelle, essaient de se réorganiser indépendamment l’une de l’autre et tentent même quelques rapprochements infructueux.
En l’an V (1797), par crainte de revendications royalistes, le clergé est à nouveau inquiété, cette fois par le Directoire. Le pape est chassé de Rome à l’issue des succès militaires de Napoléon Bonaparte en Italie.

### Du Consulat à la Deuxième République

#### Sous le Consulat et l’Empire
Un concordat est un accord diplomatique entre le Saint-Siège et un État souverain. Après son coup d’État du 18 brumaire, Napoléon Bonaparte veut dissocier la cause de la monarchie de celle de la religion catholique et établir l’ordre moral. Pour ce faire, il signe le concordat de 1801 qui rétablit les relations avec l’Église catholique de Rome.
Il s’agit plus ici d’un compromis entre le Consulat et la papauté que d’une véritable alliance. Par ce document, le pape reconnaît la République et renonce aux biens enlevés au clergé sous la Révolution. En contrepartie, le gouvernement de la République française reconnaît que la religion catholique, apostolique et romaine emporte l’adhésion de la très grande majorité des citoyens français, sans en faire pour autant une religion d’État.

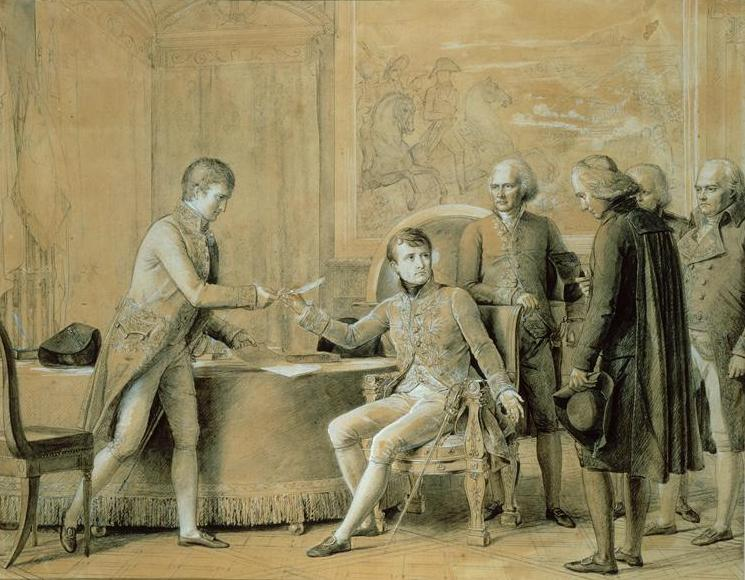
Signature du Concordat entre la France et le Saint-Siège, le 15 juillet 1801 par Gérard.

Le document est succinct et relativement flou.
Dès l’article premier, le texte rétablit le libre exercice du culte catholique : « La religion catholique, apostolique et romaine sera librement exercée en France. »
Les archevêques et évêques sont désormais nommés par le gouvernement mais reçoivent l’institution canonique du pape. Le document dispose en outre qu’il « sera fait par le Saint-Siège, de concert avec le gouvernement, une nouvelle circonscription des diocèses français ». En échange de l’abandon des biens ecclésiastiques, « le gouvernement assurera un traitement convenable aux évêques et aux curés » (article 14).
L’Église est toutefois subordonnée au gouvernement : les évêques et prêtres doivent prêter serment de fidélité au gouvernement (articles 6 et 7) ; ils doivent en outre faire réciter à la fin de l’office divin la formule de prière : « Domine salvam fac Rempublicam; Domine, salvos fac Consules » (article 8).
Une loi organique du 18 germinal an X (8 avril 1802), censée préciser les termes du concordat, limite encore davantage le rôle du pape en réaffirmant la charte de l’Église gallicane de Louis XIV et en restreignant la liberté de mouvement des évêques, qui n’ont pas le droit de se réunir en assemblée. Pie VII ne reconnaîtra pas les soixante-dix-sept « articles organiques » ajoutés au concordat et limitant le pouvoir du pape — ils seront néanmoins appliqués jusqu’en 1905.
Les articles organiques, qui contiennent principalement des mesures de règlement civil, témoignent néanmoins de la subordination de l’Église vis-à-vis de l’État : l’État a le pouvoir d’empêcher la mise en œuvre de bulles ou de brefs émanant du pape (article I), et c’est le Conseil d’État qui est le dernier ressort en cas d’appel comme d’abus contre une décision d’un membre du clergé, alors que le pape voulait que ce soient les évêques (articles VI-VIII). Les évêques doivent également avoir la permission du gouvernement pour créer des séminaires (articles XI et XXXV) et c’est le préfet qui supervise les votes de budget des cultes au sein des conseils généraux et municipaux (article XXXIV). Le mariage civil doit précéder le mariage religieux (art. LIV).
Le concordat est sur bien des points plus défavorable à l’Église que la Constitution civile du clergé. Il permet essentiellement à Napoléon Bonaparte de bénéficier du soutien du pape et de l’Église catholique, du moins jusqu’à son excommunication en 1806. En 1808, le pape est emprisonné par l’armée napoléonienne jusqu’en 1814.
Trois titres des articles organiques sont consacrés au protestantisme. Ils regroupent quarante-quatre articles réglementant l’organisation des Églises réformées.
L’Alsace et la Moselle bénéficient toujours du régime concordataire. Elles n’étaient en effet pas françaises en 1905, quand le concordat fut annulé par la loi de séparation des Églises et de l’État en 1905.
Le Consulat établit un pluralisme confessionnel à travers le système des cultes reconnus : les cultes catholique, protestant luthérien et protestant réformé, ainsi qu’israélite (à partir de 1808). Ceux-ci bénéficient de certains avantages matériels comme la rémunération de leurs ministres par l’État. Les autres cultes ne bénéficieront d’aucune reconnaissance.
Par sa vision relativement libérale des confessions, le Consulat met fin aux guerres civiles et religieuses qui avaient divisé les Français.

#### Sous la Restauration
À la chute de Napoléon, le pape possède un prestige très fort auprès des catholiques français ; c’est l’époque de l’ultramontanisme (le pouvoir d’au-delà des Alpes). Sur le plan politique, c’est l’avènement de la Restauration monarchique et religieuse, dernier épisode de l’alliance entre l’Église catholique et l’État français.
Le clergé reprend la main : il impose des processions, proscrit les bals du dimanche et parfois, refuse de donner les sacrements aux propriétaires de biens nationaux. Dès le début de la Restauration, l'Église catholique se voit accorder plus de moyens tandis que son influence sur l'éducation grandit. Le 8 mai 1816 le divorce, considéré comme « un poison révolutionnaire », est aboli.
Cette alliance de l’Église catholique et des monarchistes va entraîner l’opposition des partis révolutionnaires, voire générer des complots visant à destituer le roi Louis XVIII.[réf. souhaitée] Toutefois, le concordat du 11 juin 1817, bien que signé entre le Saint-Siège (qui procède à de nouvelles nominations épiscopales) et le royaume de France, n'est pas ratifié par le parlement.
Sous Charles X, en 1825, la loi Villèle punit de mort le sacrilège et la profanation religieuse.
Les libéraux s'inquiètent de la situation et reçoivent un accueil favorable des électeurs : sous le gouvernement de Martignac sont adoptées des mesures « anticléricales » telle une réduction drastique du nombre de garçons admis dans les « petits séminaires » et des mesures contre les Jésuites..

#### Sous la Deuxième République
La révolution de février 1848 signe la fin de la monarchie de Juillet et la naissance de la Deuxième République ; un vent de fraternité souffle sur la France et il semble alors possible de réconcilier chrétiens et républicains au nom de la concorde universelle.

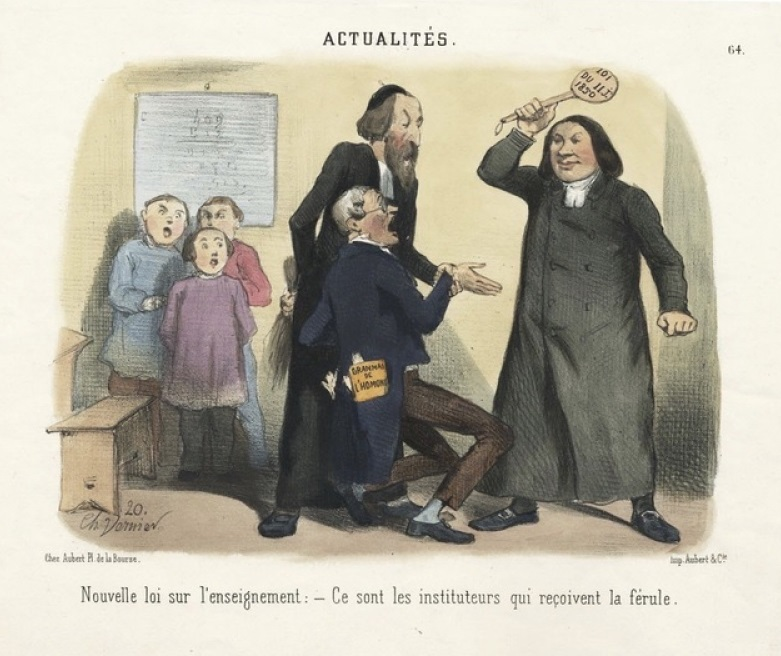
Vêtus en ecclésiastiques, Alfred de Falloux et Charles de Montalembert s'apprêtent à bâtonner un instituteur, caricature de Charles Vernier, 1850.

Après les émeutes de juin 1848, un gouvernement conservateur prend le pouvoir. La séparation des Églises et le l’État, acquise en 1795, supprimée par le Concordat de 1801 est rejetée. Afin de conforter l’électorat conservateur et catholique, le ministre de l’Instruction publique, le comte Alfred de Falloux, projette de réorganiser complètement le système d’enseignement sous des prétextes de « liberté », pour le placer en réalité sous le contrôle de l’Église catholique. Ses intentions sont vivement dénoncées par Victor Hugo devant l’Assemblée législative, dans un discours aux accents laïques qui fera date :

« Deux censures pèsent sur la pensée, la censure politique et la censure cléricale ; l’une garrotte l’opinion, l’autre bâillonne la conscience. […]
Je veux, je le déclare, la liberté de l’enseignement, mais je veux la surveillance de l’État, et comme je veux cette surveillance effective, je veux l’État laïque, purement laïque, exclusivement laïque. […]
J’entends maintenir, quant à moi, et au besoin faire plus profonde que jamais, cette antique et salutaire séparation de l’Église et de l’État qui était l’utopie de nos pères, et cela dans l’intérêt de l’Église comme dans l’intérêt de l’État. […]
Je ne veux pas qu’une chaire envahisse l’autre, je ne veux pas mêler le prêtre au professeur. […]
Je veux l’enseignement de l’Église en dedans de l’église et non au dehors. […]

En un mot, je veux, je le répète, ce que voulaient nos pères, l’Église chez elle et l’État chez lui. »

En 1850, la loi Falloux permet finalement aux congrégations religieuses d’assurer près de la moitié de l’enseignement primaire public. Elle oblige également les instituteurs à enseigner le catéchisme et à conduire les élèves à la messe. Les évêques siègent de droit aux conseils d’académie, l’école est surveillée par le curé conjointement avec le maire. Un simple rapport du maire ou du curé peut permettre à l’évêque de muter un instituteur à sa guise.

## L’affirmation de la laïcité — les deux France
Dans l’histoire de la France, la guerre des deux France, désigne un long conflit entre les partisans d’une France monarchique, catholique et conservatrice, et les tenants d’une France laïque, républicaine et ancrée vers le progrès social (au sens des libéraux de droite comme des anarchistes de gauche). Le camp laïque de la Troisième République finit par l’emporter au début du xxe siècle, malgré de nombreux heurts, pour mener par la suite une politique de réconciliation lors de la Première Guerre mondiale.

### Les élans de la modernité

#### L’encycliqueQuanta curaet leSyllabus
Le 8 décembre 1864, le pape Pie IX publie l’encyclique Quanta cura afin de dénoncer les « monstrueuses erreurs » que sont les opinions relevant du modernisme. Pie IX en condamne les représentants en ces termes :

« En soutenant ces affirmations téméraires, ils ne pensent pas, qu’ils prêchent une liberté de perdition, et que, s’il est toujours permis aux opinions humaines d’entrer en conflit, il ne manquera jamais d’hommes qui oseront résister à la Vérité et mettre leur confiance dans le verbiage de la sagesse humaine, vanité extrêmement nuisible que la foi et la sagesse chrétiennes doivent soigneusement éviter. »

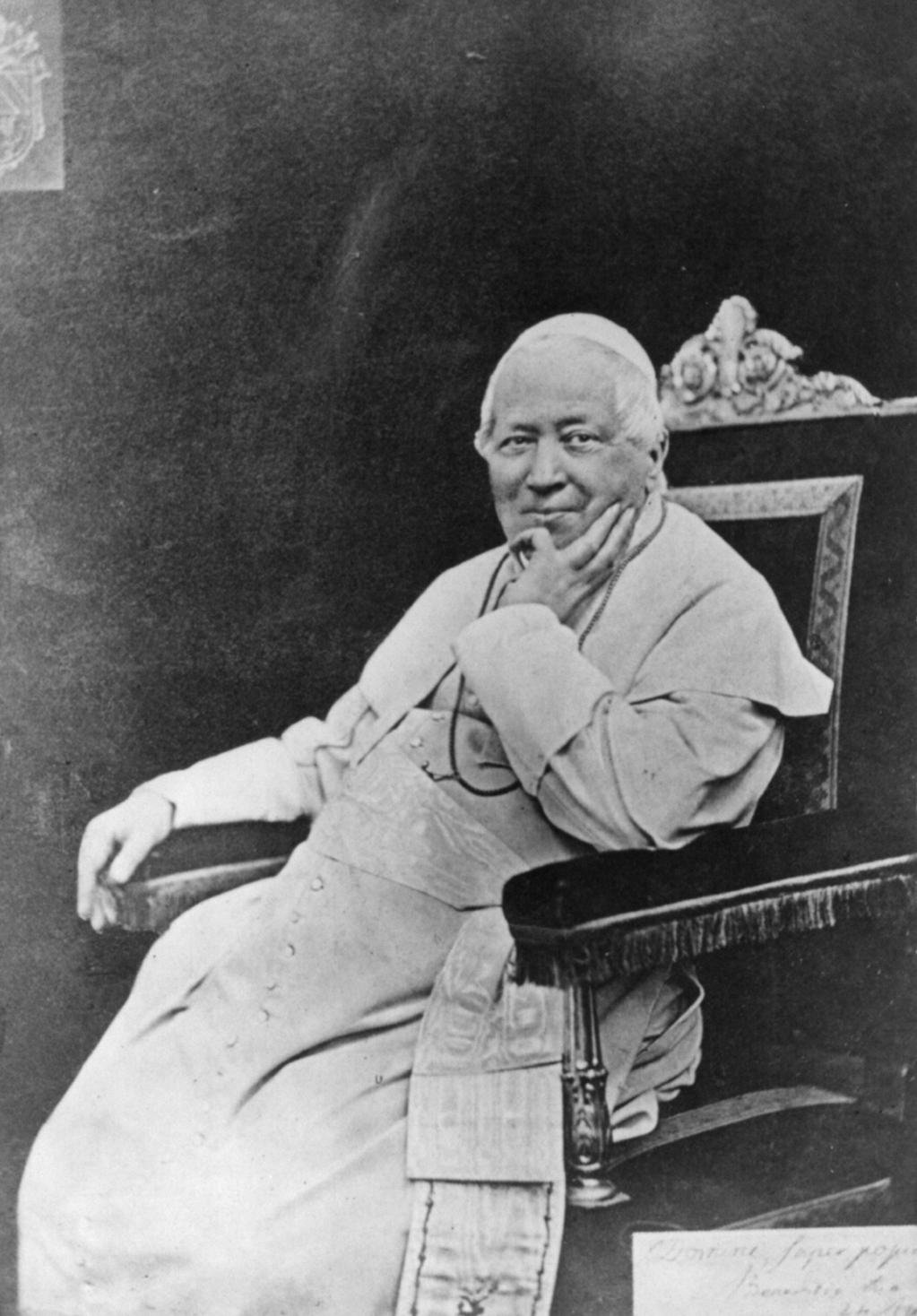
Pie IX, adversaire de la liberté de conscience

Les notions de séparation des pouvoirs civil et spirituel y sont qualifiées de « principes hérétiques ». Le pape affirme qu’à l’inverse, « le pouvoir de gouverner est conféré non pour le seul gouvernement de ce monde, mais avant tout pour la protection de l’Église ».
Cette encyclique est accompagnée du Syllabus ou Recueil renfermant les principales erreurs de notre temps. Ce document, qui condamne les principes de la laïcité acquis depuis la Révolution, indique notamment :

« Il est libre à chaque homme d’embrasser et de professer la religion qu’il aura réputée vraie d’après la lumière de la raison. […]

L’État, comme étant l’origine et la source de tous les droits, jouit d’un droit qui n’est circonscrit par aucune limite. […]

La bonne constitution de la société civile demande que les écoles populaires, qui sont ouvertes à tous les enfants de chaque classe du peuple, et en général que les institutions publiques destinées aux lettres, à une instruction supérieure et à une éducation plus élevée de la jeunesse, soient affranchies de toute autorité de l’Église, de toute influence modératrice et de toute ingérence de sa part, et qu’elles soient pleinement soumises à la volonté de l’autorité civile et politique, suivant le désir des gouvernants et le niveau des opinions générales de l’époque. […]

L’Église doit être séparée de l’État, et l’État séparé de l’Église. […]

Les lois de la morale n’ont pas besoin de la sanction divine, et il n’est pas du tout nécessaire que les lois humaines se conforment au droit naturel ou reçoivent de Dieu le pouvoir d’obliger. […]

Les causes matrimoniales et les fiançailles, par leur nature propre, appartiennent à la juridiction civile. […] »

La diffusion de ce document déclenche alors un fort courant anticlérical qui traverse toute l’Europe. La condamnation du catholicisme libéral, de la liberté de la presse, ainsi que des révolutions de 1830 par l’encyclique Mirari Vos, fait naître chez de nombreux catholiques ce que l’on appellera la crise moderniste et provoque de la part des gouvernements des procédures de rétorsion, dont le Kulturkampf allemand (1864) et son homologue suisse (1873).

#### La Commune de Paris

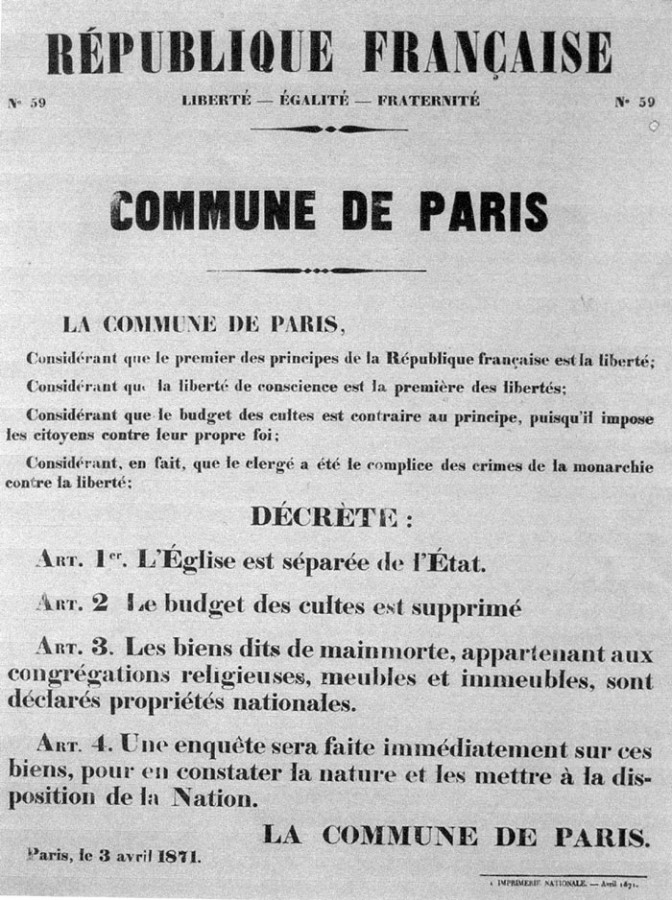
Affiche de la Commune de Paris

En 1871, la Commune de Paris prend des mesures importantes en faveur de la laïcité — le terme apparaît pour la première fois le 11 novembre 1871 dans le journal La Patrie —, dont certaines seront reprises par le gouvernement de la Troisième République. Le 2 avril, la Commune décrète la séparation de l’Église (catholique) et de l’État, la suppression du budget des cultes et la sécularisation des biens des congrégations religieuses.
Édouard Vaillant, chargé de l’éducation, prévoit une réforme impliquant une laïcisation sur plusieurs plans. Il veut une éducation sécularisée : l’enseignement confessionnel est interdit et les signes religieux chrétiens sont enlevés des salles de classe. Il souhaite un accès égal des filles et des garçons à l’éducation : une commission composée de femmes est formée le 21 mai pour réfléchir sur l’enseignement des filles. Parallèlement, une égalité de traitement entre les hommes et les femmes est mise en place pour les enseignants et directeurs. Quelques municipalités d’arrondissement rendent l’école gratuite. La Commune reconnaît les droits politiques des femmes.
L’utopie finit dans le sang en mai.

#### Laïcisation et réactions
À partir de 1875, Alfred Naquet dépose plusieurs propositions de loi concernant le divorce (celui-ci avait disparu en 1816). Le texte final est adopté en 1884 et réglemente ensuite le divorce pendant près d’un siècle.
La réaction de l’État français à la position de l’Église catholique se manifeste à partir des élections de janvier 1879 et l’arrivée à la présidence de la République de Jules Grévy. Les changements laïques les plus importants se font dans le domaine de l’éducation, notamment sous l’impulsion de Jules Ferry (voir paragraphe suivant). En 1880, la loi qui interdisait le travail le dimanche et les jours de fête est abolie (elle sera rétablie quelques années plus tard). Cette année-là, le pape Léon XIII finit par reconnaître dans son encyclique Diuturnum que les personnes au pouvoir peuvent être choisies par la volonté et le jugement de la multitude sans que la doctrine catholique y fasse obstacle.
En 1884, les prières précédant les sessions parlementaires sont supprimées. La même année, Léon XIII appelle à un rapprochement entre catholiques et républicains dans la lettre encyclique Nobilissima Gallorum Gens, tout en regrettant que la France soit « oublieuse de ses traditions et de sa mission ».
Dans une deuxième période, malgré les appels à l’apaisement du pape Léon XIII, notamment dans son encyclique Au milieu des sollicitudes, de nombreux catholiques se radicalisent. C’est alors l’émergence de l’anti-républicanisme de l’Action française de Charles Maurras, et des positions anti-dreyfusardes des catholiques conservateurs.

### Les «hussards» de l’école publique
À cette époque du scientisme triomphant, les républicains, souvent libres penseurs et francs-maçons ou protestants, se reconnaissent comme héritiers des Lumières.
Les congrégations religieuses, favorisées dans l’enseignement par la Loi Falloux, sont alors vues comme des entités socialement inutiles et nuisibles au progrès de la nation. C’est ainsi que Léon Gambetta déclare :

« Il faut refouler l’ennemi, le cléricalisme, et amener le laïque, le citoyen, le savant, le français, dans nos établissements d’instruction, lui élever des écoles, créer des professeurs, des maîtres. »

#### Jules Ferry

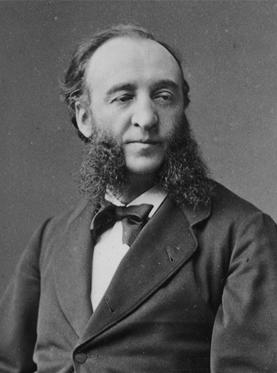
Jules Ferry

En ce dernier quart du xixe siècle, la France est déjà honorablement alphabétisée (72 % des nouveaux mariés peuvent signer le registre de mariage). Mais, encore marqués par la défaite de 1870, les dirigeants de la Troisième République veulent aller plus loin en donnant à l’école la tâche de former de bons républicains et de bons patriotes. Jules Ferry, avocat passionné par la chose publique, sincèrement républicain, réformera alors profondément l’organisation scolaire de la Troisième République, ce qui fera de lui une figure emblématique de la laïcité française.
En février 1879, Jules Ferry devient ministre de l’Instruction publique.
Le 29 mars 1880, il promeut deux décrets : l'expulsion de France des Jésuites et l'imposition aux autres congrégations de demander leur autorisation dans un délai de trois mois, sous peine de dissolution et de dispersion.
La plupart des congrégations ayant décidé de ne pas demander l'autorisation, par solidarité avec les Jésuites, les congrégations non autorisées (Bénédictins, Capucins, Carmes, Franciscains, Assomptionnistes…) sont expulsées. Certains couvents dominicains sont fermés; certaines municipalités anticléricales expulsent aussi les religieuses infirmières dans les hôpitaux… Cette mesure provoquant de nombreux cas de conscience, notamment par ceux forcés de la faire exécuter, il y eut 200 démissions de membres des parquets (Victor de Marolles), sans compter les démissions d’officiers, de commissaires de police et d’agents de police ; 261 couvents furent fermés, 5643 religieux expulsés.
En septembre 1880, Ferry devient président du Conseil et poursuit la laïcisation de la société en s’appuyant sur une réforme de l’enseignement public (1880-1881).
Son influence se lit notamment à travers les étapes suivantes : En février 1880, les ecclésiastiques sont exclus du Conseil supérieur de l’Instruction publique ; en mars, l’enseignement catholique est exclu des jurys universitaires et les congrégations sont priées de quitter leurs instituts d’enseignement (jésuites, maristes, dominicains, assomptionnistes…) ; en décembre, c’est la loi de Camille Sée portant sur la création de collèges et de lycées de jeunes filles ; en juin 1881, sur un rapport de Paul Bert, ancien ministre de l’Instruction publique durant le bref gouvernement Gambetta, l’enseignement primaire devient gratuit.

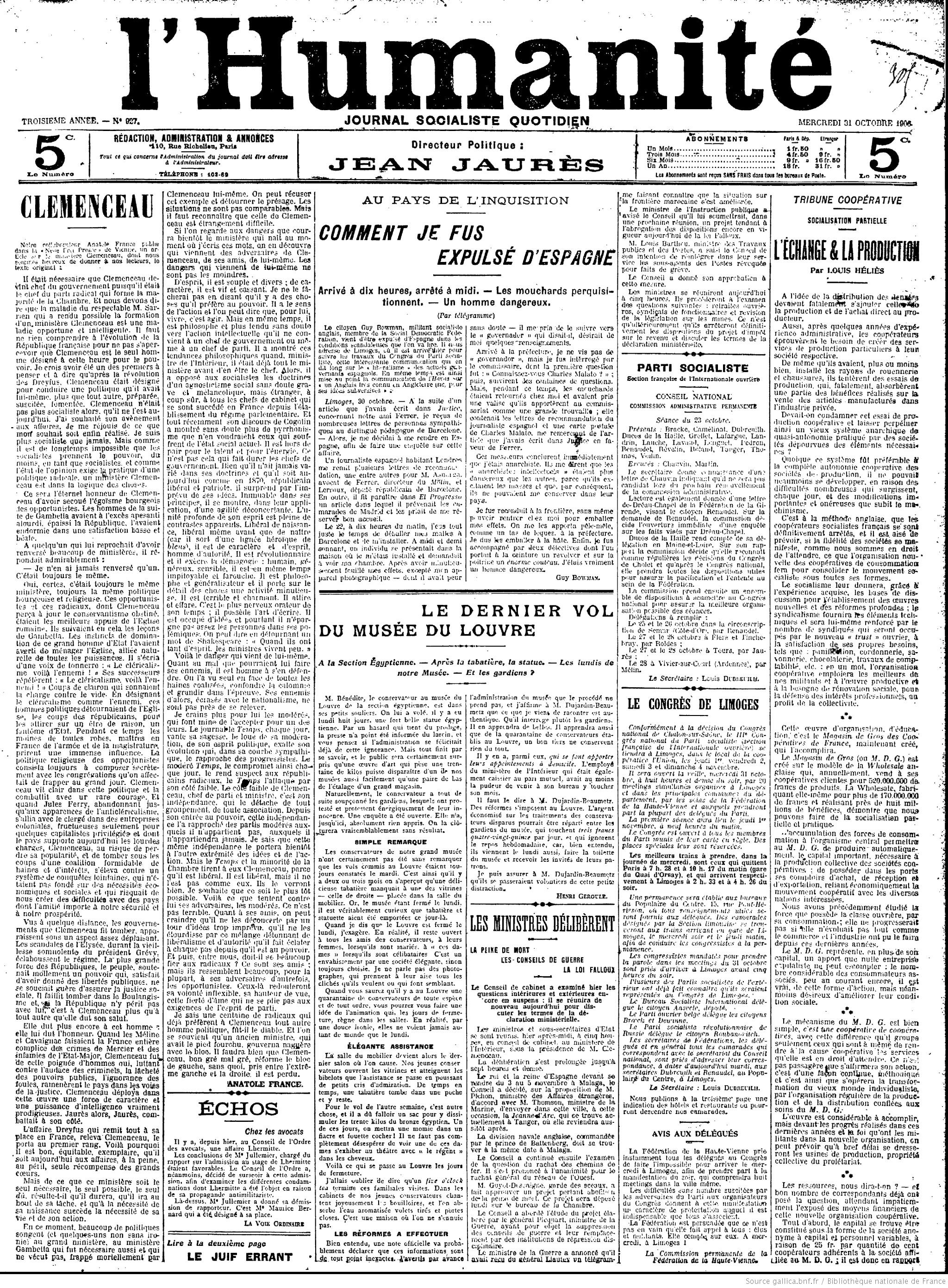
Portrait de Clemenceau par Anatole France dans L'Humanité du 31 octobre 1906, alors qu'il vient d'être nommé Président du Conseil (cliquer sur l'image à répétition pour lire). Gambetta (…) s'écria d'une voix de colère: « Le cléricalisme, voilà l'ennemi! » (…) Coups de clairon qui sonnaient la charge contre le vide (…) La politique religieuse des opportunistes consista toujours à composer secrètement avec les congrégations qu'on affectait de frapper au grand jour. (…) Et quand Jules Ferry, abandonnant jusqu'aux apparences de l'anticléricalisme, s'allia avec le clergé dans des entreprises coloniales, fructueuses seulement pour quelques capitalistes privilégiés (…), Clemenceau, au risque de perdre sa popularité, s'éleva contre un système de conquêtes lointaines (…).

En 1882, Jules Ferry est à nouveau ministre de l’Instruction. Le 28 mars, la loi relative à l’obligation et à la laïcité de l’enseignement est votée. Elle porte sur l’obligation d’instruction — et non de scolarisation, l’article 4 indiquant que l’instruction peut être donnée dans les établissements d’instruction, les écoles publiques ou libres ou dans les familles. L’enseignement de la morale religieuse est supprimé, au profit d’une « instruction morale et civique ». Un jour par semaine est réservé, en sus du dimanche, à l’enseignement éventuel du catéchisme.
Cette instauration de la morale laïque dans des ouvrages scolaires souvent écrits par des libre penseurs indigne les catholiques français et va déclencher en 1882 la première guerre des manuels à la suite de la mise à l'Index de quatre livres scolaires.
En novembre 1883, Jules Ferry envoie aux instituteurs une lettre de « recommandations » sur le nouveau régime scolaire :

« La loi du 28 mars se caractérise par deux dispositions qui se complètent sans se contredire : d’une part, elle met en dehors du programme obligatoire l’enseignement de tout dogme particulier ; d’autre part, elle y place au premier rang l’enseignement moral et civique. L’instruction religieuse appartient aux familles et à l’Église, l’instruction morale à l’école. Le législateur n’a donc pas entendu faire une œuvre purement négative. Sans doute il a eu pour premier objet de séparer l’école de l’Église, d’assurer la liberté de conscience et des maîtres et des élèves, de distinguer enfin deux domaines trop longtemps confondus : celui des croyances, qui sont personnelles, libres et variables, et celui des connaissances, qui sont communes et indispensables à tous, de l’aveu de tous. Mais il y a autre chose dans la loi du 28 mars : elle exprime la volonté de fonder chez nous une éducation nationale, et de la fonder sur les notions du devoir et du droit que le législateur n’hésite pas à inscrire au nombre des premières vérités que nul ne peut ignorer. Pour cette partie capitale de l’éducation, c’est sur vous, Monsieur, que les pouvoirs publics ont compté. En vous dispensant de l’enseignement religieux, on n’a pas songé à vous enlever ce qui fait la dignité de votre profession. Au contraire, il a paru tout naturel que l’instituteur, en même temps qu’il apprend aux enfants à lire et à écrire, leur enseigne aussi ces règles élémentaires de la vie morale qui ne sont pas moins universellement acceptées que celle du langage ou du calcul. […]
Vous ne toucherez jamais avec trop de scrupule à cette chose délicate et sacrée, qui est la conscience de l’enfant. »

#### Paul Bert

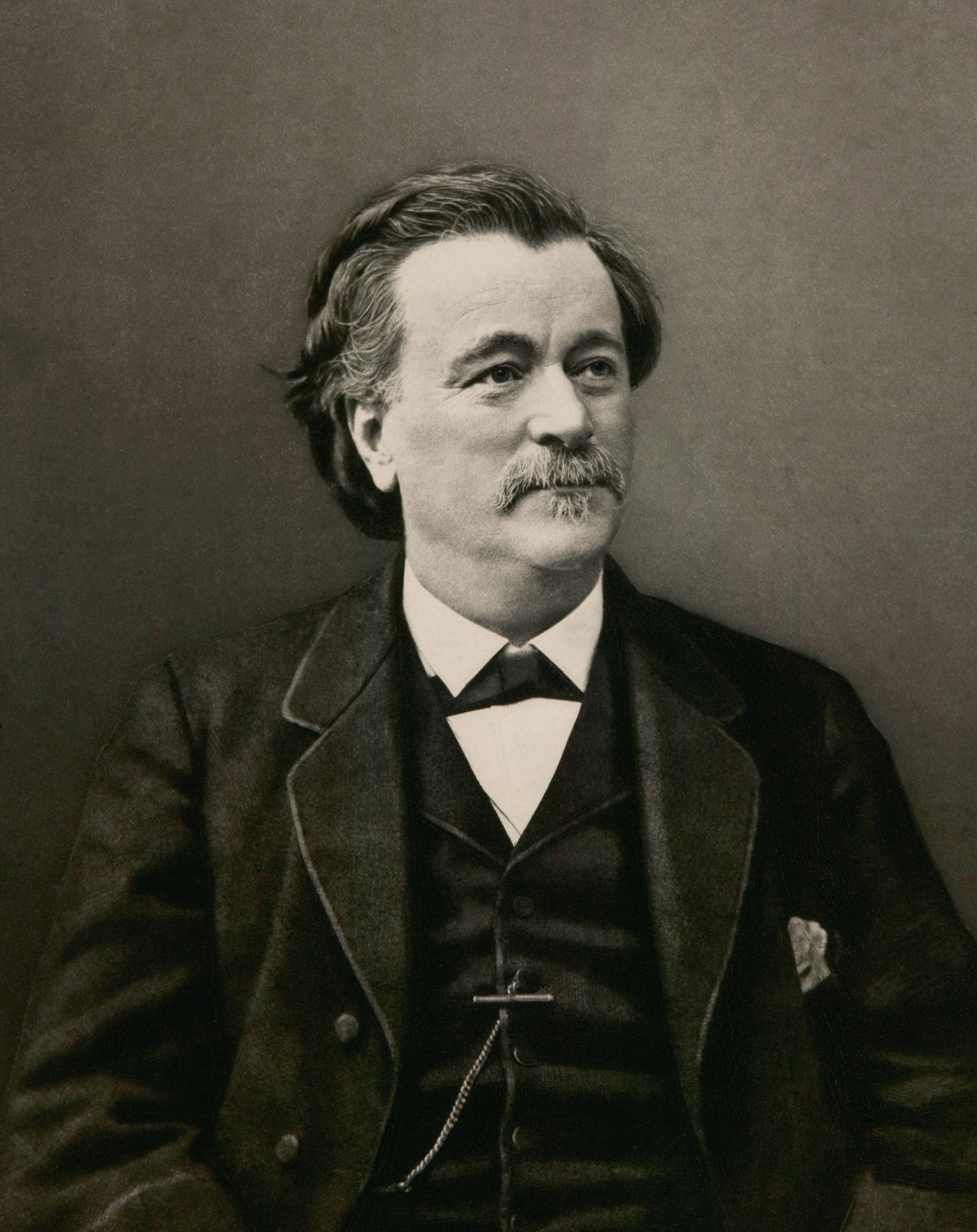
Paul Bert.

Paul Bert est, avec Jules Ferry, le père fondateur de l’école gratuite, laïque et obligatoire. Sa loi du 9 août 1879 impose l’existence de deux écoles normales par département : une de garçons, et une de filles, pour les élèves institutrices. Les jeunes maîtres et maîtresses sortant de ces établissements seront appelés les hussards noirs.
Libre-penseur, fidèle à la devise « Ni dieu, ni maître, à bas la calotte et vive la Sociale », Paul Bert oppose la science à la religion :

« Avec la science, plus de superstitions possibles, plus d’espérances insensées, plus de ces crédulités niaises, de ces croyances aux miracles, à l’anarchie dans la nature. »

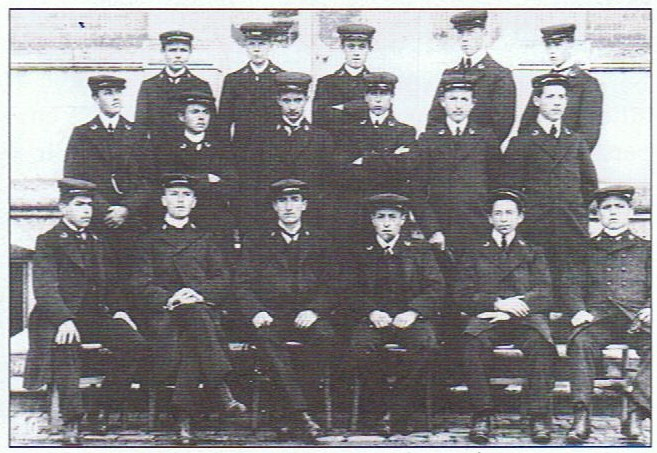
Les « hussards noirs » de la promotion 1908-1911 de l'École normale primaire de garçons d'Orléans.

En 1880, il intervient devant la Chambre des députés en tant que rapporteur du projet de loi qui porte son nom, pour évoquer le principe de laïcité (et notamment la liberté de conscience) appliqué à l’enseignement primaire obligatoire :

« Nous édictons une loi qui peut frapper de peines assez sévères le père de famille, s’il n'envoie pas son enfant à l'école ; en présence de cette situation […] il nous a paru indispensable d’affirmer au père de famille que rien ne sera enseigné dans cette école qui puisse porter atteinte à la liberté de conscience de son enfant et à la sienne propre. »

En 1886, il collabore aux côtés de Jean Macé à la direction de la Ligue de l’enseignement, qui milite pour une instruction publique, obligatoire, gratuite et laïque.

#### Ferdinand Buisson
Ferdinand Buisson, directeur de l’Enseignement primaire de 1879 à 1896, supervise le travail d’écriture et de conception des lois sur la laïcité dans l’éducation. Parallèlement, il dirige la rédaction d’un Dictionnaire de pédagogie et d’instruction primaire dont il rédige lui-même l’article sur la laïcité :

« La législation française est la seule qui ait établi le régime de la laïcité d’une façon logique et complète : laïcité de l’enseignement, laïcité du personnel enseignant.

Que faut-il entendre par laïcité de l’enseignement ? Nous estimons qu’il faut prendre ces mots dans le sens qui se présente le premier à l’esprit, c’est-à-dire dans leur acception la plus correcte et la plus simple : l’enseignement primaire est laïque, en ce qu’il ne se confond plus avec l’enseignement religieux. »

#### René Goblet

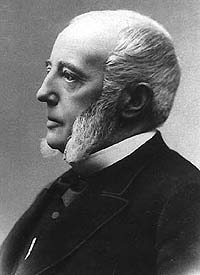
René Goblet
photographié par Eugène Pirou

En 1886, la loi Goblet (du nom de René Goblet, alors ministre de l’Instruction publique) interdit aux religieux d’enseigner dans les établissements publics. Plus généralement, elle redéfinit l’organisation de l’enseignement primaire.
Lors de la présentation devant le Sénat du rapport de la commission ayant étudié le projet de loi, le sénateur Jean-Baptiste Ferrouillat expose les fondements laïques du projet de « reconstruction de l’enseignement » :

« La loi du 28 mars 1882 a laïcisé les programmes. Le projet actuel impose la laïcité du personnel enseignant. On peut dire que la première réforme appelait la seconde. Il n’est pas rationnel de mettre des religieux à la tête d’une école où l’enseignement de la religion n’a plus de place. — Comment, d’ailleurs, n’être pas frappé du grave inconvénient de conserver des instituteurs qui ont deux supérieurs, dont l’un commande au nom de Dieu, et l’autre au nom de l’État, et qui, en cas de conflit entre ces deux autorités, sont naturellement portés à se soumettre à leur supérieur religieux plutôt qu’à leur supérieur civil ? — N’est-il pas même à la fois illogique et imprudent, de la part de l’État, de confier la jeunesse française, pour lui donner les notions des devoirs civiques et éveiller en elle l’amour de nos institutions, à des maîtres qui obéissent à des chefs étrangers et qui se montrent, par principe, hostiles aux institutions républicaines et aux idées de la société moderne ? »

La loi Goblet contient la première référence explicite à la laïcité dans un texte légal :

« Article 17 — Dans les écoles publiques de tout ordre, l’enseignement est exclusivement confié à un personnel laïque. »

### La loi de 1901

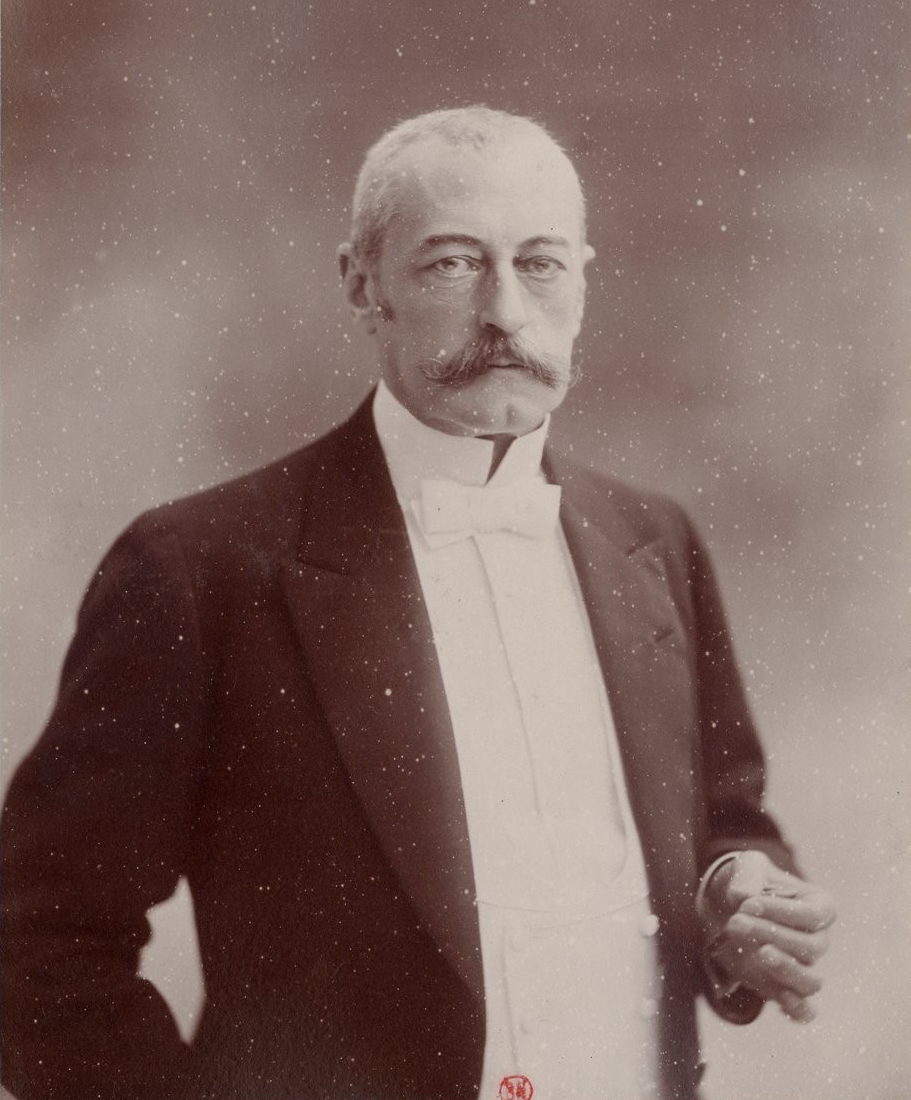
Pierre Waldeck-Rousseau
photographié par Nadar.

En 1901, la loi sur les associations (dite loi 1901, ou loi Waldeck-Rousseau) autorise la création rapide de toutes sortes d’associations, sous réserve qu’elles ne soient pas confessionnelles. Le Titre III de cette loi est anticongréganiste selon Bernard Delpal :

« Toute congrégation religieuse peut obtenir la reconnaissance légale par décret rendu sur avis conforme du Conseil d’État. […]
À défaut de […] justification, elles sont réputées dissoutes de plein droit. […]
La liquidation des biens détenus par elles aura lieu en justice. »

Sur 160 000 religieux et religieuses, 30 000 choisissent l’exil. Il existe aussi à cette époque des communautés de diaconesses protestantes qui, n’ayant jamais demandé d’autorisation, n’ont pas l’obligation d’obtenir une reconnaissance légale.
Pourquoi s’en prendre ainsi aux congrégations ? Selon le professeur de droit public Jean-Pierre Machelon :

« Il était impossible de reconnaître la liberté d’association sans que s’ensuivent pour les congrégations des immunités que les responsables politiques ne pouvaient envisager d’accepter. Impossible aussi d’escompter des républicains modérés qu’ils excluent les congrégations d’un droit commun libéralisé. »

En mai 1902, avec la nomination d’Émile Combes à la présidence du Conseil, le gouvernement prend une coloration fortement anticléricale. Certains militaires se rebellent, tels le grand-père d'Emmanuel Le Roy Ladurie, le commandant Barthélemy-Emmanuel Le Roy Ladurie, destitué de ses fonctions par le conseil de guerre en août 1902.

### Les lois de 1904
La loi du 5 juillet 1904 interdit aux congrégations religieuses le droit d'enseigner. Au cours de l’été 1904, une série de mesures visant à combattre l’influence de l’Église sont prises : débaptisation des rues portant un nom de saint, fermeture de 2 500 écoles religieuses, promotion systématique des fonctionnaires anticléricaux et révocation des catholiques. Le 30 juillet, la rupture diplomatique avec le Saint-Siège est consommée.
Une vaste enquête secrète est réalisée par le ministre André qui réunit vingt-mille fiches sur les pratiques religieuses des hauts fonctionnaires et des gradés de l’armée. Le 11 novembre 1904, l’affaire des fiches est dévoilée par la presse d’opposition et le gouvernement Combes doit démissionner.
La loi du 28 décembre 1904 confie aux communes les monopoles du service extérieur des pompes funèbres précédemment confié aux congrégations religieuses concordataires.

### La loi de 1905

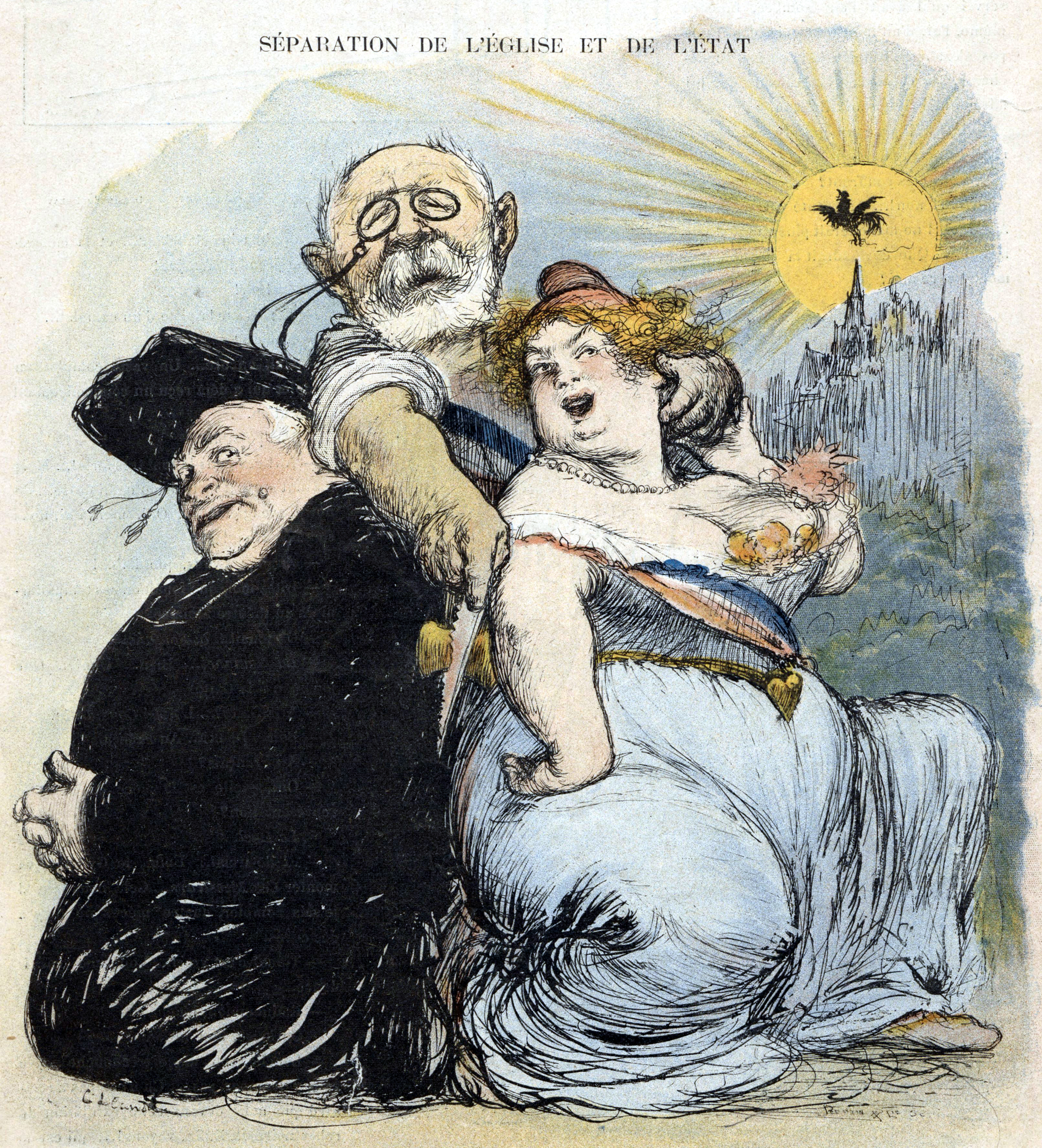
Séparation de l'Église et de l'État, caricature parue dans Le Rire, 20 mai 1905

Sans contenir de référence explicite à la laïcité, la loi du 9 décembre 1905 concernant la séparation des Églises et de l’État est considérée comme le pilier des institutions laïques. Elle pose le principe de la liberté de conscience et celui du libre exercice des cultes. Parallèlement, elle affirme son intention de sécularisation en confiant à l’État les biens confisqués à l’Église et en supprimant la rémunération du clergé par l’État.

#### Le contexte
Les partisans de la laïcité se partagent alors en deux camps : les premiers, de tradition jacobine, espèrent éradiquer l’emprise des religions sur l’espace public et promeuvent une politique clairement anticléricale (Émile Combes), voire antireligieuse (Maurice Allard) ; les seconds veulent d’une part affirmer la neutralité de l’État, et d’autre part garantir la liberté de conscience de chacun.
Alors que les premiers ont dominé les débats jusqu’à l’affaire des fiches, la loi de 1905 est l’œuvre des personnalités de l’autre camp. Mais celui-ci, qui veut respecter la liberté de conscience et de culte, se divise également entre ceux qui veulent le faire dans le cadre de l’universalisme abstrait républicain (Ferdinand Buisson, Georges Clemenceau) et les accommodeurs (Jean Jaurès, Francis de Pressensé et surtout Aristide Briand). Ce sont ces derniers qui vont faire adopter un article 4, d’origine anglo-saxonne, qui remet les églises à ceux « qui se conforment aux règles générales du culte dont ils se proposent d’assurer l’exercice » (ce qui, indirectement, respecte l’organisation hiérarchique de l’Église catholique).
Voulue comme une loi d’apaisement, la loi concernant la séparation est destinée à mettre fin à plus de vingt-cinq ans de tensions entre l’Église catholique et la République.

#### Le texte

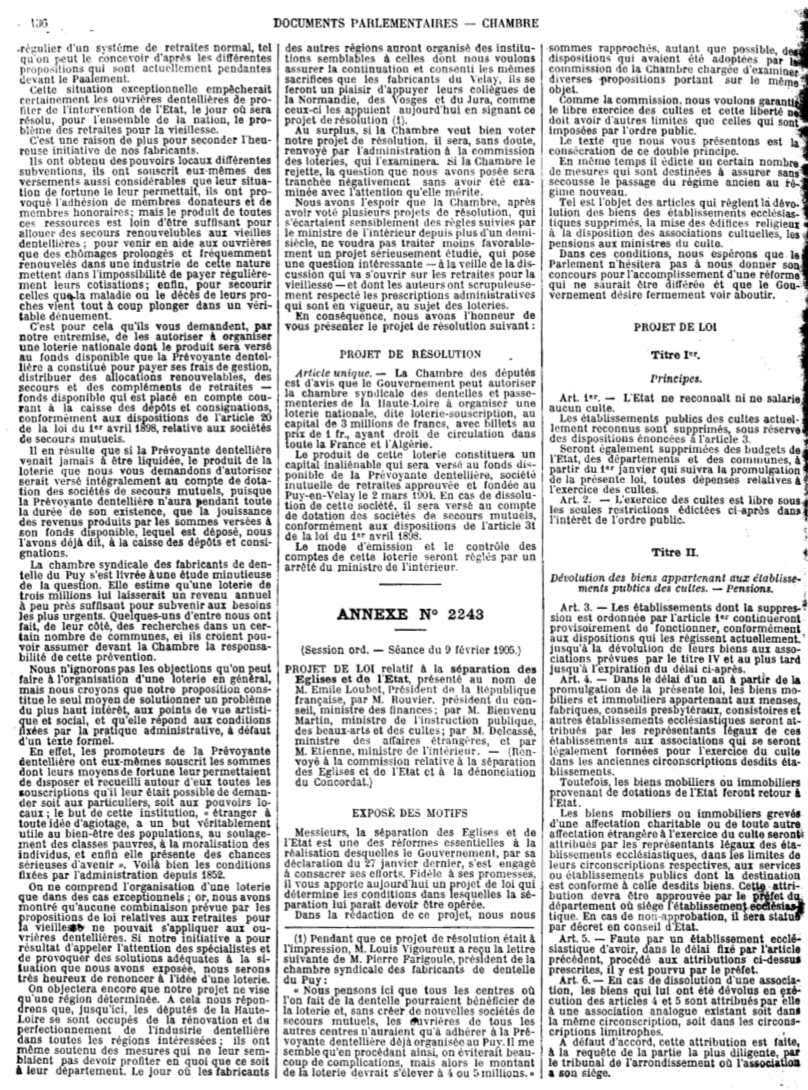
Première page du projet de loi concernant la séparation des Églises et de l’État — 1905

Dès l’article premier, la loi rappelle l’article 10 de la Déclaration des droits de l’homme et du citoyen de 1789 : 

« La République assure la liberté de conscience. Elle garantit le libre exercice des cultes sous les seules restrictions édictées ci-après dans l’intérêt de l’ordre public. »

S’agissant de la liberté de conscience, l’État reste garant de la liberté de chacun de pratiquer la religion qu’il souhaite (ou de n’en pratiquer aucune), tant que cet exercice se fait dans le respect de l’ordre public. C’est dans cet esprit que sont prévues certaines dispositions libérales, qui sont décriées par les laïques les plus radicaux, comme la gratuité de la mise à disposition des édifices religieux par les communes ou la création d’aumôneries dans les casernes, lycées, prisons, hôpitaux, etc.

Concernant les cultes, l’article deuxième dispose que :

« La République ne reconnaît, ne salarie, ni ne subventionne aucun culte. »

Ainsi, le catholicisme perd-il, aux yeux de la République, sa prééminence passée sur les autres religions — d’aucuns reprocheront d’ailleurs à la laïcité son manque de reconnaissance des « racines chrétiennes » de la nation.
À l’opposé, les religions et spiritualités plus confidentielles se retrouvent à rang égal avec les courants religieux principaux, le mot « culte » étant pris ici dans le sens commun de « religion ».
L’État renonce de surcroît à tout droit de regard sur l’organisation des Églises et des religions mais il exige en contrepartie, au niveau de chaque commune, la formation d’associations cultuelles qui seront les interlocuteurs exclusifs de la République. Plus généralement, les pouvoirs publics s’interdisent toute intervention, positive ou négative, dans les questions religieuses, ce qui marque une rupture importante avec le régime concordataire précédent. Néanmoins, l'obligation concordataire d'antériorité du mariage civil sur le religieux est conservée au motif de l'ordre public.
Sur le plan financier, la loi paraît contraignante pour les Églises : les associations cultuelles ne peuvent remplir de rôle caritatif, pas plus qu’elles ne peuvent enseigner, ce qui les prive d’une manne importante. En outre, elles ne peuvent recueillir ni dons ni legs. Elles doivent assurer l'entretien et la gestion des lieux de culte confisqués par l’État et mis gracieusement à leur disposition. Enfin, les ministres du culte ne sont plus salariés par l’État.

#### Les conséquences

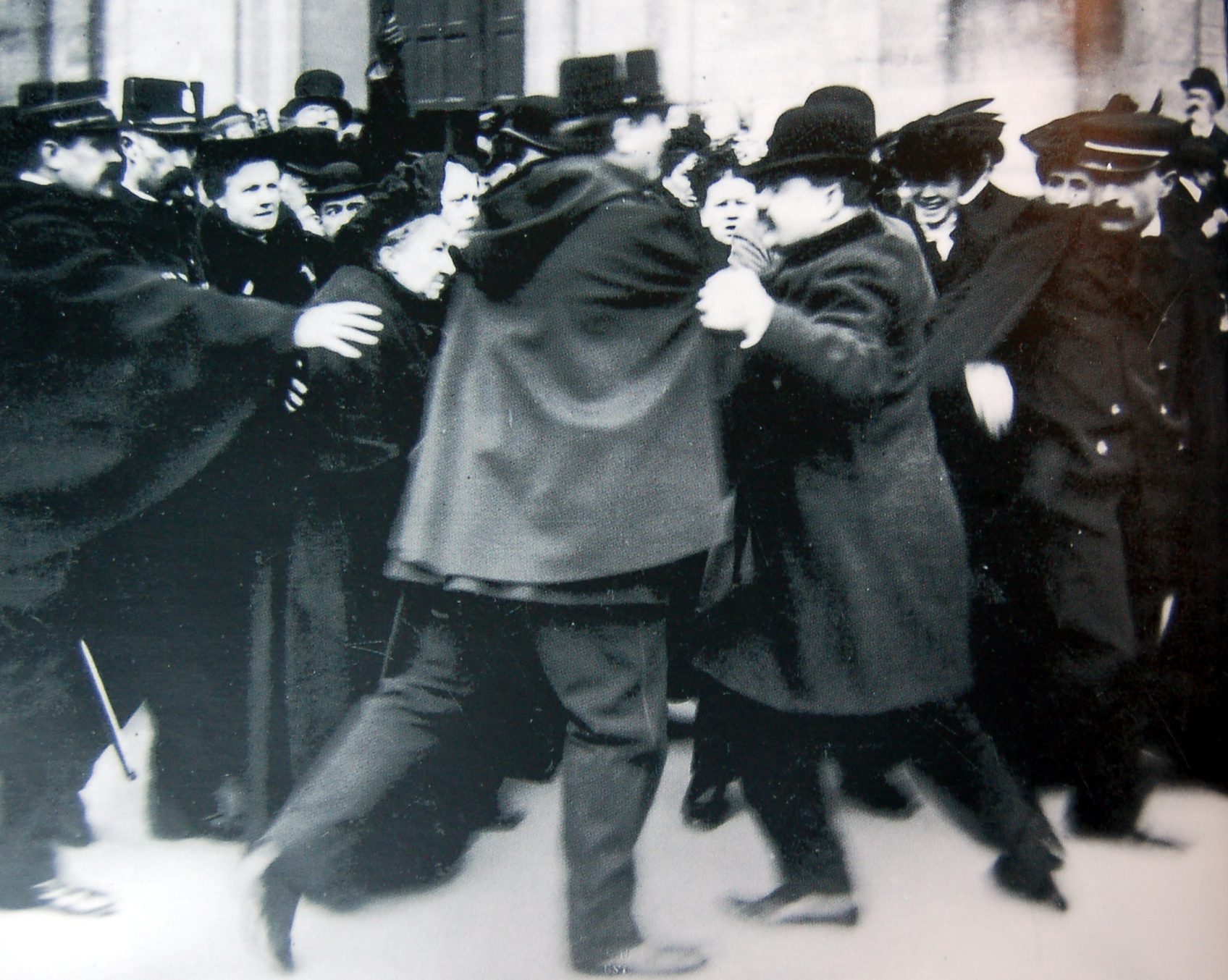
Manifestation devant Notre-Dame des Champs — 1905

La loi met fin à la tradition qui datait de Clovis, d’une « France fille aînée de l’Église ». Elle est donc saluée par les anticléricaux, comme en témoigne une allocution de René Viviani à la Chambre :

« Tous ensemble, par nos pères et par nos aînés, par nous-mêmes, nous nous sommes attachés dans le passé à une œuvre d’anticléricalisme, à une œuvre d’irréligion. Nous avons arraché les consciences humaines à la croyance. Lorsqu’un misérable, fatigué du poids du jour, ployait les genoux, nous l’avons relevé, nous lui avons dit que derrière les nuages il n’y avait que des chimères. Ensemble, et d’un geste magnifique, nous avons éteint dans le ciel des lumières qu’on ne rallumera plus. Voilà notre œuvre, notre œuvre révolutionnaire. Est-ce que vous croyez que l’œuvre est terminée ? Elle commence au contraire. »

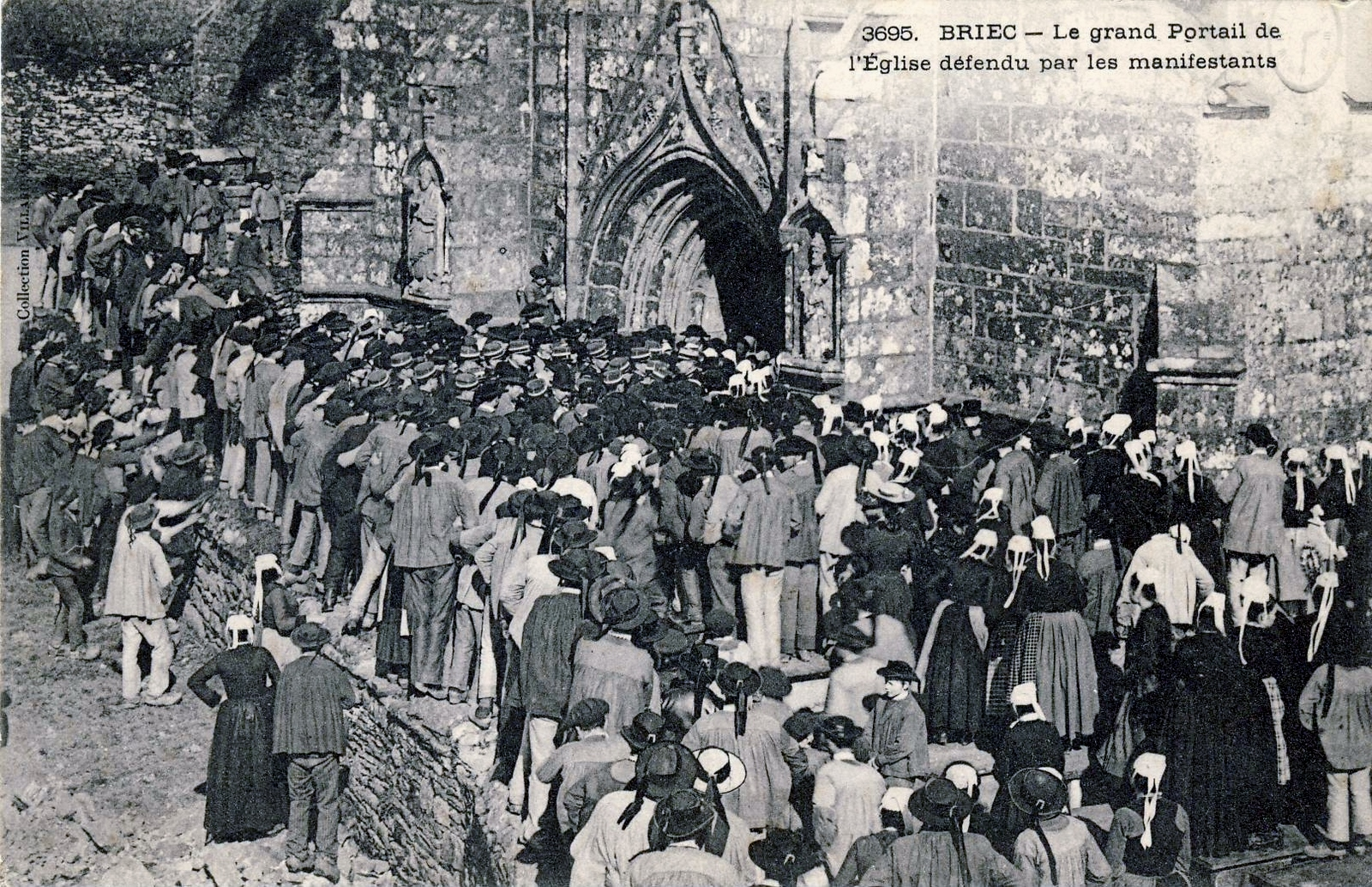
La querelle des Inventaires à Briec : les manifestants s'opposent à l'ouverture de l'église (1906).

Globalement bien accueillie par les juifs et les protestants (dont Wilfred Monod), la loi est combattue par le pape Pie X, notamment dans son encyclique Vehementer Nos :

« Qu’il faille séparer l’État de l’Église, c’est une thèse absolument fausse, une très pernicieuse erreur. Basée, en effet, sur ce principe que l’État ne doit reconnaître aucun culte religieux, elle est tout d’abord très gravement injurieuse pour Dieu. […] Nous lui devons donc, non seulement un culte privé, mais un culte public et social, pour l’honorer. »

Des fidèles catholiques (parfois extérieurs à l’Église, comme l’Action française à Paris) et des ecclésiastiques s’opposent parfois violemment aux inventaires de 1906, qui peuvent être menés, selon Patrick Cabanel, « avec un zèle mesquin ». Devenu président du Conseil, Georges Clemenceau décide rapidement de ne faire les inventaires qu’aux endroits où l’on n’attend pas de résistance. En janvier et mars 1907, deux nouvelles lois sont prises sous l’égide d’Aristide Briand, alors ministre des Cultes, pour ne pas créer un « délit de messe », malgré le refus d’appliquer la loi de la part de bon nombre de catholiques.

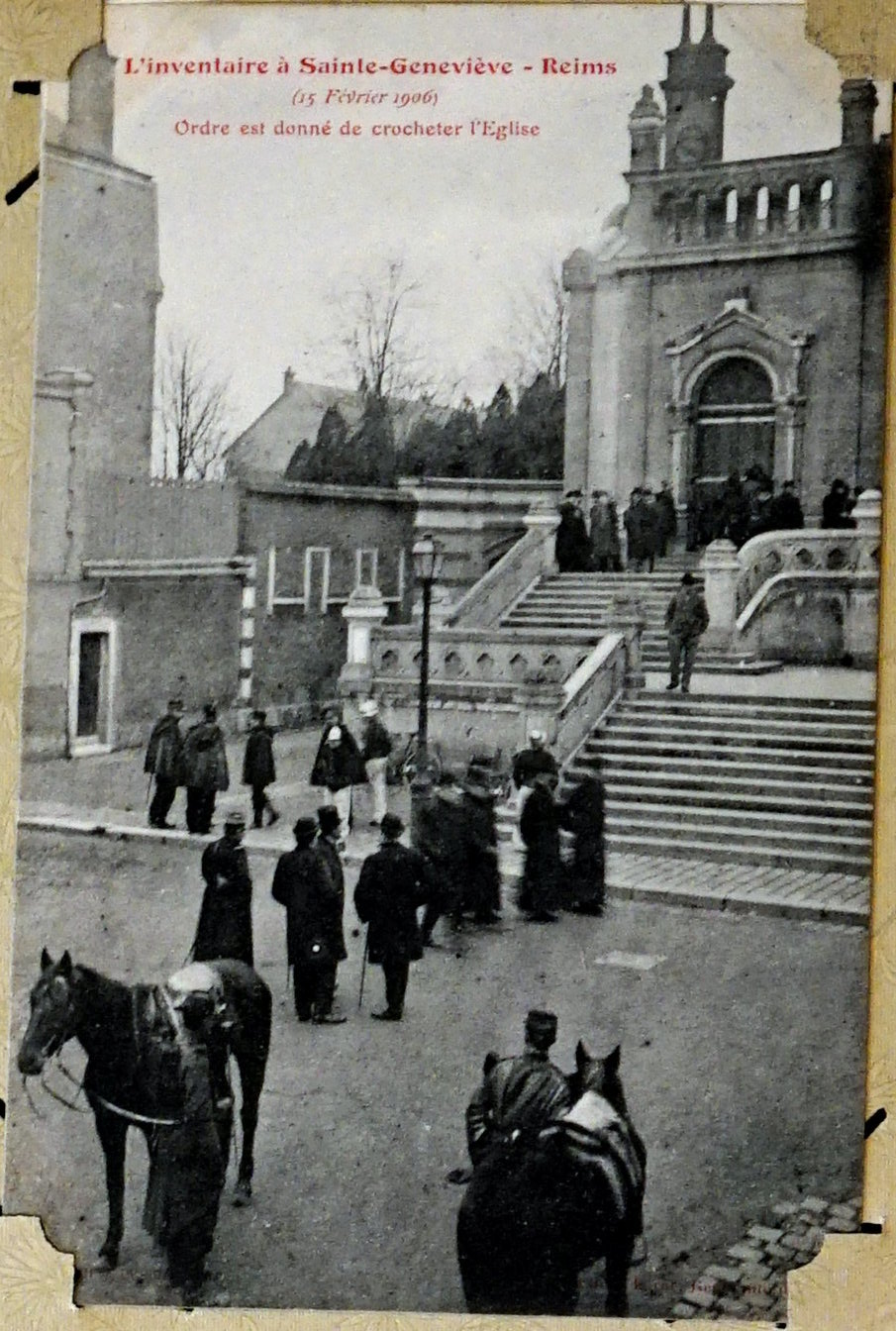
La querelle des Inventaires à l'église Sainte-Geneviève de Reims : ordre est donné de crocheter l'édifice (1906).

Les associations cultuelles peuvent être considérées, d’un point de vue de la laïcité stricte, comme un droit particulier exorbitant du cadre associatif général, qui avantagerait les religions. En effet, celles-ci bénéficient de certains avantages fiscaux ; il en va de même pour les dons et legs qui leur sont faits. Ces avantages ont pu être à l’époque considérés par des personnalités politiques de tendances diverses comme étant en contradiction avec l’esprit de la loi — Jean Jacques, du Parti radical, reprend les propos de Jules Méline, de la droite modérée, affirmant que « les associations cultuelles [allaient] devenir l’état-major du parti catholique ».
En août 1906, le pape Pie X interdit aux fidèles de créer des associations cultuelles par son encyclique Gravissimo officii munere. Il y affirme qu’il est « absolument impossible de créer des associations cultuelles sans violer les droits sacrés touchant à la vie même de l’Église ». Mgr Louis Duchesne surnomme alors cette encyclique Digitus In Oculo (« doigt dans l’œil »), pour signifier que la laïcité est acceptée par une partie du clergé et du laïcat français. L’opposition du pape à la loi française aura pour conséquence le transfert, dès 1907, des presbytères, séminaires et palais épiscopaux au profit de l’État.
Finalement, le refus de création des associations qui entraînera la prise en charge de l’entretien des églises par l’État sera très avantageux pour l’Église catholique — paradoxalement, les protestants qui ont accepté la loi seront moins favorisés.
Profitant de la liberté religieuse et des nouvelles libéralités qui leur sont consenties par la loi de 1905, deux cents associations cultuelles catholiques se développent dans les communautés gallicanes déjà en rupture avec la hiérarchie romaine. Elles se regroupent et s’organisent au sein de la Ligue des catholiques de France, puis du Secrétariat des associations cultuelles catholiques ; elles seront agressivement combattues par les catholiques fidèles à Rome. Sous prétexte de ramener l’ordre public, les églises qui avaient été confiées au clergé gallican lui sont progressivement retirées. Du fait de l’absence de soutien de l’État, qui veut éviter d'être à l'origine de la création d'une Église schismatique, le mouvement se désagrège alors lentement. Le catholicisme gallican ne subsistera que dans les lieux où les fidèles auront les moyens de bâtir leurs propres églises.
L'apaisement viendra en 1924 quand le gouvernement acceptera d’autoriser la création d’associations diocésaines soumises à l’autorité de l’évêque. Le 8 juillet 1941, une loi permet aux associations cultuelles, après autorisation administrative, de recueillir des dons et legs. Cette disposition marque la fin de la contestation de la loi par l’épiscopat.
À long terme, la loi de 1905 fut reconnue comme globalement bénéfique pour l’Église catholique, puisqu’elle ôte à ses adversaires un de leurs reproches principaux : sa puissance financière incontrôlable. D’autre part, les ministres du culte, et en particulier les évêques, ont aussi gagné en indépendance par rapport à l’administration. Enfin le mode d’attribution des autorisations administratives et le quasi-monopole de jouissance des édifices religieux lui permettront de limiter l’apparition de cultes concurrents.

#### Exceptions à la loi de 1905

##### Alsace-Moselle
L’Alsace et la Moselle n’étant pas françaises au moment de la promulgation de la loi, elles sont toujours sous régime concordataire.
Cet élément du droit local alsacien et mosellan reconnaît et organise les cultes catholique, luthérien, réformé et israélite. Les quatre cultes reconnus sont administrés par des établissements publics du culte qui sont autofinancés, les dépenses étant supportées par les cotisations des fidèles. Toutefois, les collectivités territoriales sont tenues d’assurer le logement des ministres du culte, de subvenir à l’insuffisance éventuelle de budget de l'établissement public et de contribuer aux financements des constructions ou des grosses réparation des lieux de culte. Les ministres des cultes sont salariés par l’État mais n’ont pas le statut de fonctionnaires.
Les évêques de Strasbourg et Metz ainsi que le président de l’Église protestante de la Confession d'Augsbourg d'Alsace et de Lorraine sont nommés par le chef de l’État. Les membres laïcs élus des consistoires israélites des trois départements doivent avoir l’agrément du Premier ministre.
Cette dérogation au principe constitutionnel de laïcité provoque des réactions contradictoires. Le sociologue Jean Baubérot, partisan d’une « laïcité inclusive », y voit une « tête de pont, à partir de laquelle on adapterait la France à l’Europe ». Pour Joseph Doré, ancien archevêque de Strasbourg, le régime concordataire d’Alsace-Moselle pourrait « constituer un modèle pour toute la France ». À l'opposé, selon le philosophe Henri Peña-Ruiz : « La logique concordataire, qui reproduit toutes les ambiguïtés de la posture gallicane, est aux antipodes de la laïcité ». Pour Alain Bauer, alors grand maître du Grand Orient de France, il faut appliquer la loi de 1905 partout en France ; par conséquent, « l’Alsace-Moselle devrait rentrer dans le régime général des cultes ».
Néanmoins, à la suite d'un avis de l'Observatoire de la laïcité du 12 mai 2015, plusieurs évolutions notables, notamment en matière scolaire, ont été apportées. Par ailleurs, à la suite du même avis de l'Observatoire de la laïcité, le délit de blasphème qui, en théorie, s'appliquait toujours en Alsace-Moselle, a été abrogé.

##### Autres territoires
D'autres territoires français ont un régime dérogatoire.
Les îles de Wallis-et-Futuna sont soumises au régime ancien ; l’Église catholique y est officiellement chargée de l’enseignement.
À Mayotte, dans l'archipel des Comores, à population majoritairement musulmane, la principale autorité religieuse (le mufti) est désignée par le préfet qui nomme aussi des juges (les cadis). Ceux-ci sont chargés d’appliquer le droit musulman en vigueur pour ce qui concerne le statut personnel. Selon les principes de l’« organisation de la justice indigène », la charia (loi islamique) s’applique selon le recueil de jurisprudence (le minhadj) ; même si l’on observe que le droit coutumier local opère un glissement vers le droit commun.
En Guyane, le régime des cultes qui remonte à Charles X ne reconnaît que le culte catholique. Les prêtres, et eux seuls, sont financés par le département.
Ce fut également le cas du culte musulman en Algérie française avant l'indépendance de l'Algérie en 1962, un décret du 27 septembre 1907 prévoyant la mise en application en Algérie de la loi de 1905 restant lettre morte. Par ailleurs, la construction de la Grande Mosquée de Paris en 1920 fut financée par l'État.

### Le régime de Vichy (1940-1944)
Le régime de Vichy, instauré à l'issue de la défaite française de 1940, dirigé par le maréchal Philippe Pétain, est un régime autoritaire et collaborationniste qui met en place une politique antisémite et xénophobe et qui remet en question, dans une certaine mesure, la laïcité.

Les instances catholiques françaises adoptent une attitude d'abord favorable au régime de Vichy, à Pétain et au programme de la Révolution nationale. L'archevêque de Toulouse, Jules Saliège, déclare le 28 juin 1940 dans une lettre publiée dans La Croix :
Pour avoir chassé Dieu de l'école, des prétoires, de la Nation, Seigneur, nous vous demandons pardon. 
L'archevêque de Lyon, Pierre Gerlier, lors de la visite de Pétain le 19 novembre, déclare :
Pétain, c'est la France et la France aujourd'hui, c'est Pétain.
Le régime de Vichy adopte une attitude hostile à l'enseignement laïc et favorable à l'école libre. En septembre 1940, les écoles normales primaires sont dissoutes. En octobre, le syndicat national des instituteurs est dissout. Dans le même temps, il autorise aux congrégations religieuses d'enseigner de nouveau. Jacques Chevalier, secrétaire général à l’Éducation nationale, instaure l'enseignement des valeurs chrétiennes et des devoirs envers Dieu, mesure tempérée par son successeur Jérôme Carcopino.
Les mesures discriminatoires puis les rafles contre les Juifs et la mise en place du service du travail obligatoire en 1942 marquent une rupture entre les instances catholiques et le régime.

## Depuis 1945: la laïcité constitutionnelle
Après avoir été remise en cause sous le régime de Vichy, la laïcité de l’État est affirmée dans la Constitution de 1946.
Elle continue néanmoins de faire débat, notamment chez les catholiques. En 1949, deux intellectuels catholiques, l’historien André Latreille et le philosophe Joseph Vialatoux signent un article dans la revue Esprit qui fait sensation,. C’est un exposé des raisons proprement chrétiennes d’adhérer à la laïcité, considérée comme le régime juridique qui garantit la liberté de l’acte de foi. Ils théorisent ainsi la supériorité, pour la liberté de la foi, de l’État laïque sur un État chrétien. Ils invitent les catholiques à être davantage présents dans l’enseignement public. René Rémond écrira plus tard que ce texte anticipait « de quinze ans sur les positions de Vatican II ».
Le principe de laïcité est reconduit dans la Constitution de 1958. Le corpus législatif poursuit lui aussi la laïcisation de la société, notamment en matière d’éducation, de politique familiale, dans l’équité entre hommes et femmes, etc.
Désormais, le socle républicain de la laïcité est défini par ces principes :

« La liberté de conscience, puisque l’État ne persécute aucun culte, l’égalité en droit de ces cultes, qui oblige à les traiter tous de manière identique, la neutralité enfin, du pouvoir politique, qui s’abstient de toute ingérence dans les affaires spirituelles, comme il entend que les Églises s’abstiennent de revendiquer le pouvoir temporel, notamment dans les choses de l’éducation. »

Depuis la loi constitutionnelle du 4 août 1995, la laïcité ne relève plus de l’article 2 de la Constitution, mais de l’article premier, ce qui est loin d’être sans conséquences.

« Article premier — La France est une République indivisible, laïque, démocratique et sociale. Elle assure l’égalité devant la loi de tous les citoyens sans distinction d’origine, de race ou de religion. Elle respecte toutes les croyances. »

De ce fait, l’architecture de la Constitution et sa lecture s’en trouvent modifiées. Selon Geneviève Koubi :

« L’article premier n’est pas situé dans un titre particulier, il précède le titre premier — De la Souveraineté. Il supervise la lecture du texte constitutionnel. En conséquence, toutes les institutions de la République doivent répondre aux caractères d’un État laïque, à commencer par le président de la République, puisqu’il assure par son arbitrage le fonctionnement régulier des pouvoirs publics. »

La République française est laïque, les épithètes « indivisibles, démocratique et sociale » présentées dans l’article premier ne suscitent de débats que dans le cadre de leur application : la concrétisation du texte de normes qu’est la Constitution engage alors la discussion sur la portée de l’adjectif laïque, qui a souvent été le point d’appui de débats de société. Il fait l’objet de nombreuses interprétations, et certains auteurs pensent que ce qualificatif n’indiquerait qu’une continuité historique formelle de la République, sans en être un attribut. D’autres, comme Louis de Naurois, ancien professeur à l’Institut catholique de Toulouse, estiment que la laïcité est formée de deux idées simples : le pouvoir politique est sécularisé et l’activité religieuse est renvoyée à la sphère privée.
Pour le Conseil constitutionnel, l’article 1er de la Constitution contient le « principe d’unicité » du peuple français ; ses principes « s’opposent à ce que soient reconnus des droits collectifs à quelque groupe que ce soit, défini par une communauté d’origine, de culture, de langue ou de croyance ».
On peut procéder à une interprétation combinée des articles premier et 89 de la Constitution permettant de voir dans la laïcité un élément consubstantiel à « la forme républicaine du gouvernement [qui] ne peut faire l’objet d’une révision ». Cette formule a d’ailleurs été empruntée à la Troisième République. La formulation de la Constitution de 1958 est radicale, d’autant que le Conseil constitutionnel a assigné des limites au pouvoir constituant. Dès lors, vouloir modifier son caractère laïc reviendrait à modifier la substance même de la République.
De surcroît, l’activité de production normative et les procédures de contrôle sont soumises à la compréhension du principe de laïcité, source d’une règle de droit constitutionnel. La laïcité est donc un attribut du droit et de la République, ce qui les rend indissociables l’une de l’autre. Pour Robert Badinter, « la République est laïque, ce qui veut dire que la laïcité est républicaine ».
Les applications contemporaines de la laïcité en France se trouvent dans Laïcité en France.